# Paraguay
Paraguay (amtlich República del Paraguay [re'puβlika ðel pɑɾɑ'ɣwaj]; auf Guaraní Paraguái Tavakuairetã) ist ein Binnenstaat in Südamerika, der im Osten an Brasilien, im Süden und Westen an Argentinien und im Norden und Westen an Bolivien grenzt. Die südliche und südöstliche Landesgrenze wird vom Fluss Paraná gebildet, die südwestliche sowie nordöstliche vom Río Paraguay, der das Land durchquert. Der Name des Flusses, nach dem auch der Staat benannt ist, stammt von der Sprache der Ureinwohner, Guaraní.

## Geographie
| Asunción |

| Ciudad del Este |

| Pedro Juan Caballero |

| Encarnación |

| Concepción |

| Villarrica |

| San Pedro |

| Cerro Peró |

| BRASILIEN |

| ARGENTINIEN |

| BOLIVIEN |

| Itaipu- See |

| Filadelfia |

| Fuerte Olimpo |

| Villa Hayes |

Paraguay ist, neben dem benachbarten Bolivien, einer der zwei Binnenstaaten des Kontinents Amerika. Im Nordwesten und Norden grenzt es mit 750 km an Bolivien, im Osten mit 1290 km an Brasilien und im Süden und im Westen an Argentinien mit 1699 km. Die gesamte Grenzlänge beträgt 3739 Kilometer. Mit einem Staatsgebiet von knapp 407.000 km² ist das Land ungefähr so groß wie Deutschland und die Schweiz zusammen.

### Landschaftsbild
Der Río Paraguay durchfließt das Land von Norden nach Süden und gliedert es in zwei naturräumliche Teile, den dünn besiedelten Gran Chaco im Westen, der etwa 60 Prozent der Landesfläche einnimmt, und den Oriente, die Ostregion, in der über 97 Prozent der Bevölkerung lebt. Der Gran Chaco ist eine schwach nach Osten geneigte, von 100 Meter im Sumpfland am Río Paraguay allmählich auf 450 Meter am Fuß der Anden ansteigende quartärzeitliche Aufschüttungsebene mit einheitlichem Landschaftscharakter. Er zeichnet sich durch einen Mangel an Süßwasser aus, das Grundwasser ist größtenteils hoch versalzen. Östlich des Río Paraguay erstreckt sich ein in der Cordillera de Caaguazú bis zu 700 Meter hohes subtropisches Tafel- und Bergland, das zu dem von paläozoischen und mesozoischen Sedimenten und mächtigen Basaltdecken, den so genannten Paraná-Basalten, bedeckten präkambrischen Brasilianischen Schild gehört. Es bricht in einer Stufe zur fruchtbaren Paraná-Paraguay-Senke ab, in deren südlichem Teil sich weite Sumpf- und Überschwemmungsgebiete erstrecken. Höchster Berg des Landes ist der Cerro Peró (Cerro Tres Kandú) mit 842 Metern Höhe.

### Klima
Das Gesamtklima ist tropisch bis subtropisch. Wie die meisten Länder der Region hat Paraguay nur nasse und trockene Perioden statt Jahreszeiten. Der Wind spielt eine wichtige Rolle bei der Beeinflussung des Wetters: Zwischen Oktober und März weht ein warmer Wind aus dem Amazonasbecken im Norden, während die Zeit zwischen Mai und August kalte Winde aus den Anden bringt.
Das Fehlen von Gebirgszügen als natürliche Barriere ermöglicht es dem Wind, Geschwindigkeiten von bis zu 161 km/h zu erreichen. Das führt auch innerhalb kurzer Zeit zu erheblichen Temperaturschwankungen; zwischen April und September fallen die Temperaturen teilweise unter den Gefrierpunkt. Januar ist der heißeste Sommermonat mit einer durchschnittlichen Tagestemperatur von 28,9 Grad Celsius.
Die Niederschläge variieren im ganzen Land dramatisch, mit erheblichen Niederschlägen in den östlichen Teilen und semi-ariden Bedingungen im äußersten Westen. Der fernöstliche Waldgürtel erhält durchschnittlich 1700 mm Regen pro Jahr, während in der westlichen Chaco-Region typischerweise nicht mehr als 500 mm pro Jahr fallen. Die Regenfälle im Westen sind unregelmäßig; dass sie meist schnell wieder verdunsten, trägt zur Trockenheit des Gebietes bei.

### Flora und Fauna

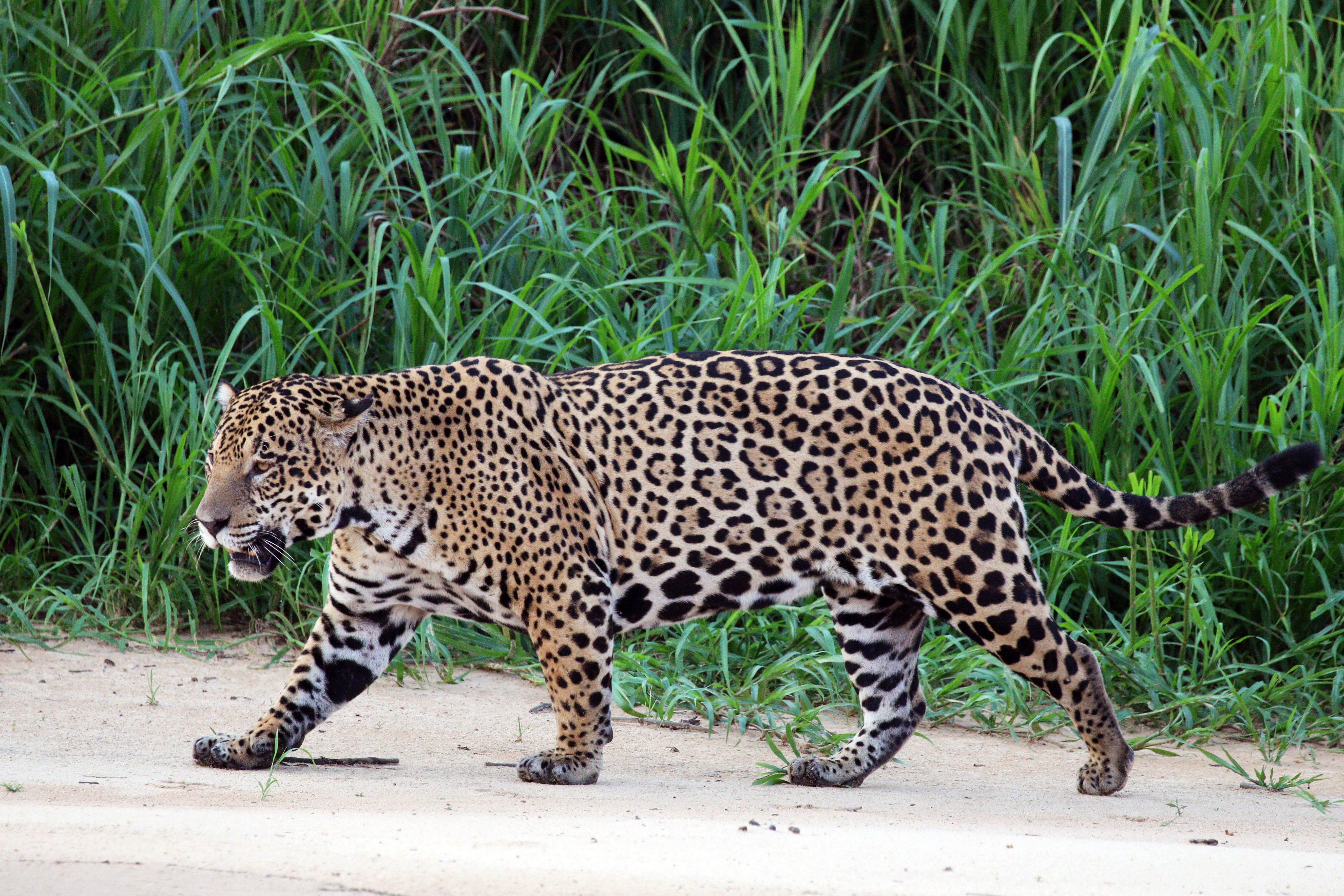
Jaguar

Zur einheimischen Tierwelt gehören verschiedene Affenarten, Jaguare, Pumas, Ameisenbären, Tapire, Gürteltiere, Wasserschweine, Ozelote sowie Reptilien wie Kaimane, Anakondas und andere Schlangenarten. Zu den zahlreichen Fischarten Paraguays gehören die Lungenfische, die sich während der Trockenzeit im Schlamm eingraben, sowie Piranhas. Es gibt zudem über 700 Vogelarten, darunter Tukane, Kolibris, und verschiedene Sittiche und Papageien sowie die größten Vögel des Landes, Nandus. Zu deren Schutz wurden in Paraguay zahlreiche Nationalparks gegründet. Die größten befinden sich im bevölkerungsarmen Westteil des Landes.
Die Vegetation ist im Ostteil Paraguays, in dem es auch den meisten Niederschlag gibt, am dichtesten. In diesem Landesteil verlieren die Bäume des subtropischen Regenwaldes im Lauf des Jahres nur einen Teil ihrer Blätter, sodass die Landschaft immer grün aussieht. In der weitaus trockeneren Gran-Chaco-Region hingegen gedeihen Büsche und Bäume, die ihre Blätter abwerfen. In dieser Gegend wächst auch der äußerst harte Quebracho-Baum, dessen Stamm den Gerbstoff Tannin enthält und aus dessen Rinde ein Heilmittel gegen Malaria gewonnen wurde. Im trockensten Gebiet, dem Westen, überwiegen Dornbüsche und Savannen. Im Chaco fällt außerdem auch der bauchige Florettseidenbaum auf, der bis zu 23 Meter hoch wird. Die Rinde der jungen Bäume ist mit dicken, kugelförmigen Stacheln versehen, deren Fasern von den Ureinwohnern zu Seilen verarbeitet werden. Ebenfalls im Chaco beheimatet ist der Palo Santo (Bulnesia sarmiento), dessen hartes und dichtes Holz im Wasser untergeht. Es wird zum Bau von Möbeln und Gefäßen und als Heilmittel (Tee) verwendet. Des Weiteren erwähnenswert sind die paraguayischen Kokospalmen (Coco del Paraguay), deren Stämme mit Stacheln versehen sind. Ihre Nüsse sind nur golfballgroß und enthalten keine Flüssigkeit. Sie werden zur Seifenproduktion genutzt. Daneben gibt es im Land viele weitere Palmenarten.

### Verwaltungsbezirke
Paraguay besteht aus 17 Verwaltungsregionen (departamentos) und der Landeshauptstadt Asunción als eigenständiger Kommune.
Die Einwohnerzahlen beziehen sich auf eine Schätzung für Juni 2017:
| Nr.  | Departamento     | Fläche (km²) | Einwohner- zahl | Einw./ km² | Hauptstadt           |
| ---- | ---------------- | ------------ | --------------- | ---------- | -------------------- |
| I    | Concepción       | 18.051       | 244.100         | 13,5       | Concepción           |
| II   | San Pedro        | 20.002       | 419.600         | 21,0       | San Pedro            |
| III  | Cordillera       | 4.948        | 299.200         | 60,5       | Caacupé              |
| IV   | Guairá           | 3.846        | 220.800         | 57,4       | Villarrica           |
| V    | Caaguazú         | 11.474       | 545.900         | 47,6       | Coronel Oviedo       |
| VI   | Caazapá          | 9.496        | 184.500         | 19,4       | Caazapá              |
| VII  | Itapúa           | 16.525       | 592.000         | 35,8       | Encarnación          |
| VIII | Misiones         | 9.556        | 123.400         | 12,9       | San Juan Bautista    |
| IX   | Paraguarí        | 8.705        | 254.900         | 29,3       | Paraguarí            |
| X    | Alto Paraná      | 14.895       | 796.700         | 53,5       | Ciudad del Este      |
| XI   | Central          | 2.465        | 2.072.000       | 840,6      | Areguá               |
| XII  | Ñeembucú         | 12.147       | 88.800          | 7,3        | Pilar                |
| XIII | Amambay          | 12.933       | 164.500         | 12,7       | Pedro Juan Caballero |
| XIV  | Canindeyú        | 14.667       | 221.600         | 15,1       | Salto del Guairá     |
| XV   | Presidente Hayes | 72.907       | 121.100         | 1,7        | Villa Hayes          |
| XVI  | Alto Paraguay    | 82.349       | 17.200          | 0,2        | Fuerte Olimpo        |
| XVII | Boquerón         | 91.669       | 63.000          | 0,7        | Filadelfia           |
|      | Asunción         | 117          | 524.200         | 4.480,0    | Asunción             |

### Städte

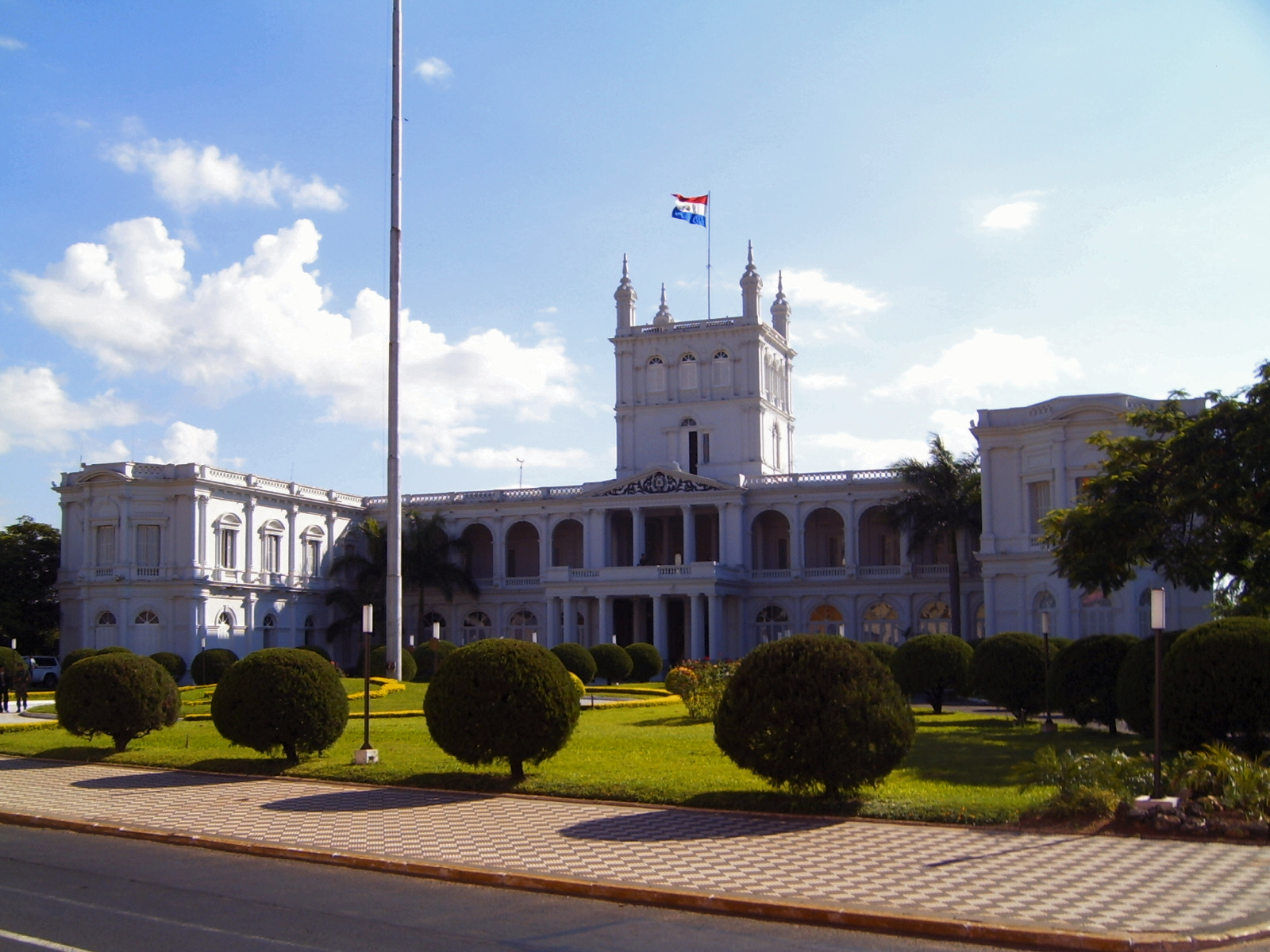
Regierungspalast in Asunción

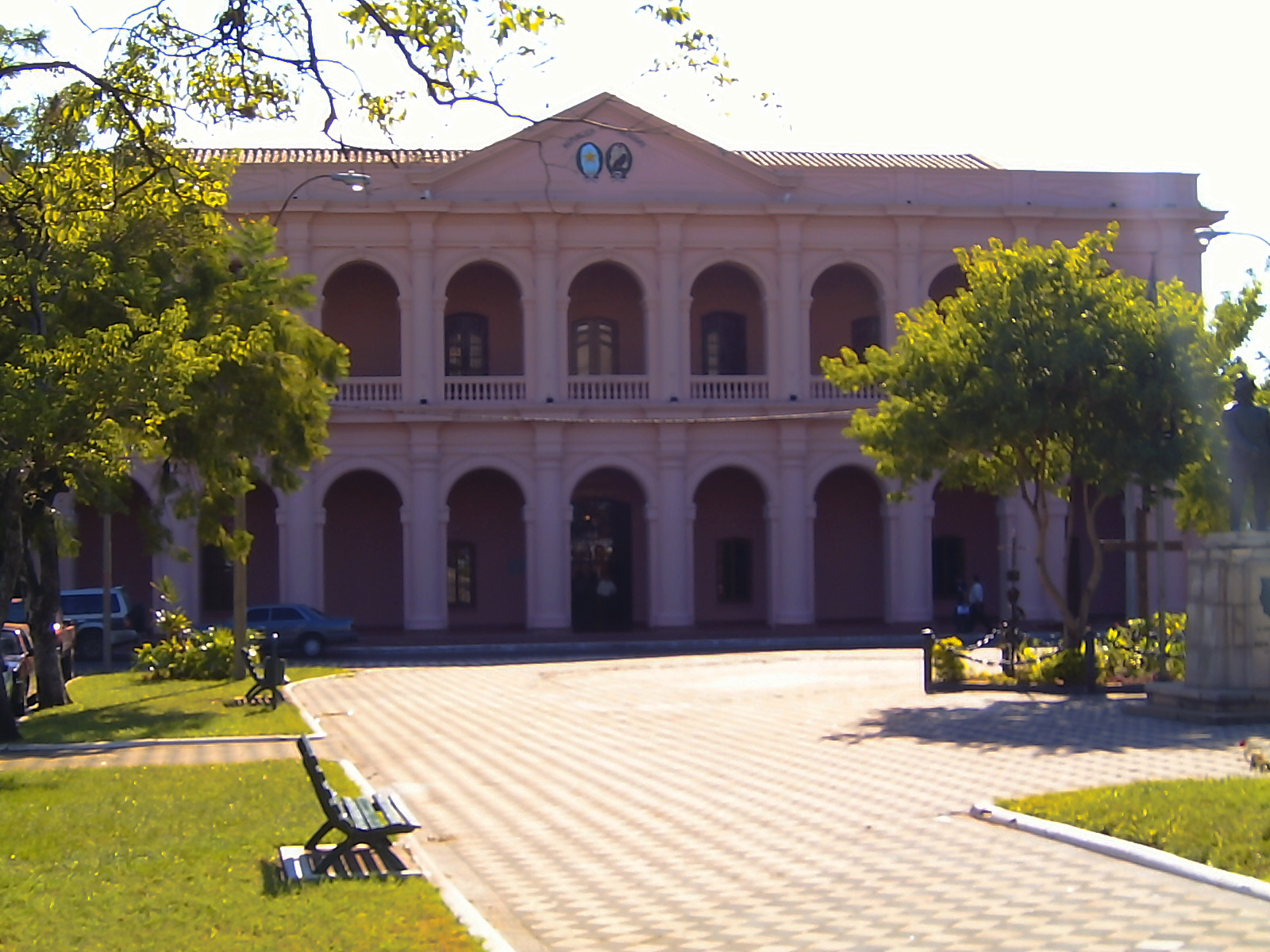
Das alte Kongressgebäude in Asunción, Cabildo

Paraguays größte und wichtigste Stadt ist die Hauptstadt Asunción mit etwa einer Million Einwohner im Ballungsraum, das Zentrum von Verwaltung, Industrie und Handel. Zweitgrößte Stadt ist Ciudad del Este (281.500 Einwohner) nahe der Grenze zu Brasilien und Argentinien, eine schnell wachsende Stadt, die als Einkaufs- und Handelszentrum, aber auch als Metropole des Schmuggels bekannt ist. Weitere wichtige Städte sind: Luque (etwa 244.500 Einwohner), San Lorenzo (etwa 244.000 Einwohner), Capiatá (etwa 232.000 Einwohner), Lambaré (etwa 158.000 Einwohner), Fernando de la Mora (etwa 153.500 Einwohner), Encarnación (etwa 130.000 Einwohner) an der Grenze zu Argentinien, Caaguazú (etwa 119.000 Einwohner), Limpio (etwa 114.000 Einwohner), Ñemby (etwa 110.600 Einwohner), Coronel Oviedo (etwa 108.000 Einwohner), Pedro Juan Caballero (etwa 108.000 Einwohner) im Nordosten an der Grenze zu Brasilien, Itauguá (etwa 106.200 Einwohner) und Mariano Roque Alonso (etwa 101.700 Einwohner).
Zu den mittelgroßen Städten gehört die kleinere Universitätsstadt Villarrica (etwa 66.000 Einwohner). Sie ist landesweit bekannt für ihren großen Karneval, der jährlich die Stadt durchquert. In der Cordillera, dem 3. Bundesland Paraguays, befinden sich zwei erwähnenswerte kleinere Städte. Zum einen Caacupé, etwa 50 km östlich von Asunción, wo jährlich am 8. Dezember das Fest der Jungfrau von Caacupé mit mehr als zwei Millionen Menschen gefeiert wird. Zum anderen ist die Nachbarstadt Eusebio Ayala durch ihre Geschichte bedeutsam. Diese historische Schul- und Universitätsstadt ist mit ihren 22.000 Einwohnern einer der geschichtlich wichtigsten Orte Paraguays. Hier fand eine vernichtende Schlacht im Tripel-Allianz-Krieg (1865–1870) statt, bei der 20.000 Soldaten mehr als 3.500 paraguayische Kinder, die als Soldaten mit Bärten verkleidet waren, ermordeten. Der am 16. August jährlich stattfindende Aufmarsch von Schulkindern aus dem ganzen Land und die Gedenkstätte am Cerro Cora erinnern noch heute daran, jegliche Akte von Unmenschlichkeit zu unterlassen.

## Bevölkerung
Die Bevölkerung wird im Deutschen als Paraguayer bezeichnet.

### Demografie

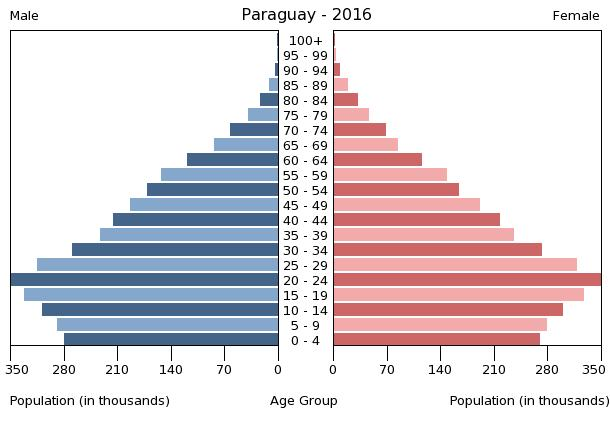
Bevölkerungspyramide Paraguay 2016

Paraguay hatte 2023 6,9 Millionen Einwohner. Das jährliche Bevölkerungswachstum betrug + 1,2 %. Zum Bevölkerungswachstum trug ein Geburtenüberschuss (Geburtenziffer: 20,3 pro 1000 Einwohner vs. Sterbeziffer: 7,4 pro 1000 Einwohner) bei. Die Anzahl der Geburten pro Frau lag 2022 statistisch bei 2,4, die der Region Lateinamerika und die Karibik betrug 1,8. Die Lebenserwartung der Einwohner Paraguays ab der Geburt lag 2022 bei 70,5 Jahren. Der Median des Alters der Bevölkerung lag im Jahr 2021 bei 25,6 Jahren. Im Jahr 2023 waren 28,7 Prozent der Bevölkerung unter 15 Jahre, während der Anteil der über 64-Jährigen 6,4 Prozent der Bevölkerung betrug.
| Jahr | Einwohnerzahl | Jahr | Einwohnerzahl |
| ---- | ------------- | ---- | ------------- |
| 1950 | 1.473.253     | 1990 | 4.213.742     |
| 1960 | 1.902.875     | 2000 | 5.302.700     |
| 1970 | 2.474.106     | 2010 | 6.209.877     |
| 1980 | 3.180.630     | 2020 | 7.133.000     |

### Bevölkerungsstruktur

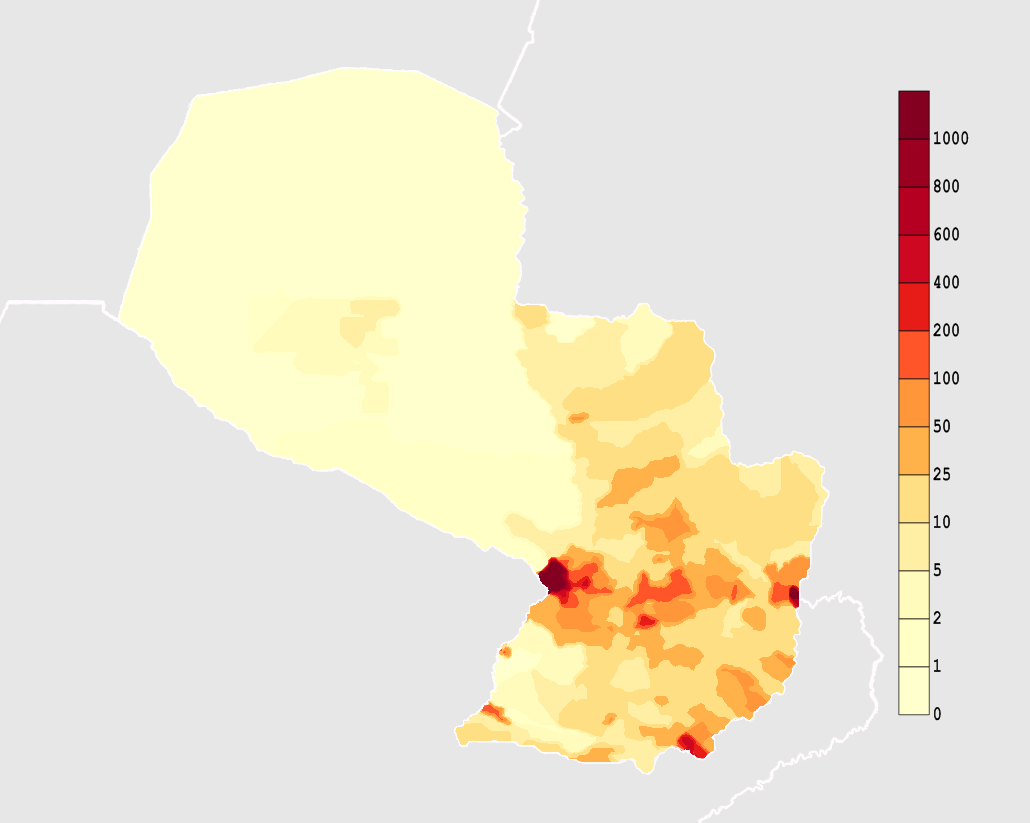
Bevölkerungsdichte (Einwohner pro km²)

Der überwiegende Teil der Bevölkerung wohnt östlich des Río Paraguay und hier besonders in der Gegend um Asunción sowie nahe der Grenze zu Brasilien. Im Norden und Westen des Landes, der von der Ebene des Gran Chaco eingenommen wird, leben nur etwa fünf Prozent der Bevölkerung. Im Jahr 2023 lebten 63 Prozent der Einwohner Paraguays in Städten. Das Land zählt damit zu den am wenigsten urbanisierten Ländern in Südamerika.
Knapp 90 Prozent der Bevölkerung sind Paraguayer, in der Mehrzahl Mestizen, die aus der im Wesentlichen vom 16. bis zum 18. Jahrhundert erfolgten Verbindung von Guaraní-Indigenen mit spanischen Einwanderern hervorgegangen sind. Sporadisch, insbesondere Anfang des 20. Jahrhunderts, kam es zu Einwanderungsschüben aus Europa sowie aus den Nachbarländern Brasilien und Argentinien. Die Zahl der Einwanderungen blieb jedoch im Vergleich zu anderen Ländern in den ersten Jahrzehnten des 20. Jahrhunderts auf geringerem Niveau. Während beispielsweise in Uruguay das durch Migrationsbewegungen ausgelöste Bevölkerungswachstum in jener Phase bei rund 800.000 und dasjenige des Nachbarlandes Argentinien gar bei 4,3 Millionen lag, konnte Paraguay in diesem Zeitraum lediglich ein Plus von 70.000 Menschen aus Zu- und Abwanderung registrieren. Allerdings ist dabei zu beachten, dass in der offiziellen Einwanderungsstatistik nur eine Berücksichtigung der per Schiff und Eisenbahn Eingewanderten stattfand, eine Registrierung der über die Nachbarländer immigrierten Personen erfolgte nicht. So kamen im Zeitraum von 1881 bis 1927 lediglich 27.537 Personen ins Land. Darunter befanden sich 5.372 Reichsdeutsche, 5.240 Italiener und 3.788 Spanier. In der Folgezeit stießen in geringer Zahl Japaner und Slawen sowie eine größere Gruppe Auslandsdeutsche hinzu.
Für den Zeitabschnitt 1927 bis 1930 wurde die Einwanderung 1.303 kanadadeutscher und wenig später 2.008 aus der Sowjetunion stammender Mennoniten verzeichnet. In den 1930er Jahren bewegte sich die Einwanderung nur noch im Bereich weniger hunderter Personen. Lediglich 1.122 aus Deutschland stammende Einwanderer jüdischen Glaubens führten im Jahr 1935 zu einem kurzzeitig ansteigenden Aufkommen. Von 1926 bis 1948 wurden insgesamt 27.872 Zuwanderer, davon etwas mehr als ein Drittel Mennoniten, registriert. Für die Zeit nach dem Zweiten Weltkrieg wird ein verstärkter Zuzug von Japanern aufgeführt, die sich insbesondere am Alto Paraná bei Encarnación niederließen. Zu Beginn der 1960er Jahre lebten rund 4000 Japaner in Paraguay. Zudem legte die Regierung Paraguays 1959 eine jährliche Quote von 3.500 aufzunehmenden Japanern bei einem beabsichtigten Gesamtzuzug von 85.000 Personen fest.
Es gibt regional bedeutende Minderheiten von Europäern und indigenen Völkern, unter denen die Guaraní die bedeutendste Gruppe sind. Ihre Sprache (Guaraní) – die auch von 80 Prozent der nicht-indigenen Bevölkerung gesprochen wird –, hat laut der Verfassung von 1992 offiziellen Status; neben Spanisch – das bei der Volkszählung im Jahr 2002 nur etwa 11 % der Bevölkerung als Muttersprache nannten. Heute zählt man vier Stämme zur Guaraní-Tupí-Gruppe: Die Avá-Guaraní, die Pãí tavyterá̃ (Caiuá), die Mbyá und die Aché. Die Nachkommen der vergleichsweise wenigen schwarzafrikanischen Sklaven, die nach Paraguay kamen, sind inzwischen fast völlig mit den übrigen Bevölkerungsgruppen vermischt.
Im subtropischen Osten leben 1000 bis 1200 Aché-Indigene. Sie gelten als Nachkommen der einstigen Urbevölkerung Ostparaguays. Um 500 v. Chr. wanderten Guaraní-Gruppen aus dem Amazonasgebiet ein, besetzten die an den Flussniederungen liegenden Gebiete, legten dort ihre Pflanzungen an und verdrängten die Vorfahren der Aché in die höher gelegenen Waldgebiete. Insgesamt sind rund 2 Prozent (ca. 112.000 Personen nach dem Zensus von 2012) der indianischen Urbevölkerung zuzurechnen. Diese teilen sich laut dem Zensus von 2012 auf 19 indigene Stämme auf, die neben dem Guaraní noch vier weiteren Sprachfamilien zuzurechnen sind.
Im Jahre 2017 waren 2,4 % der Bevölkerung im Ausland geboren.

### Deutschstämmige

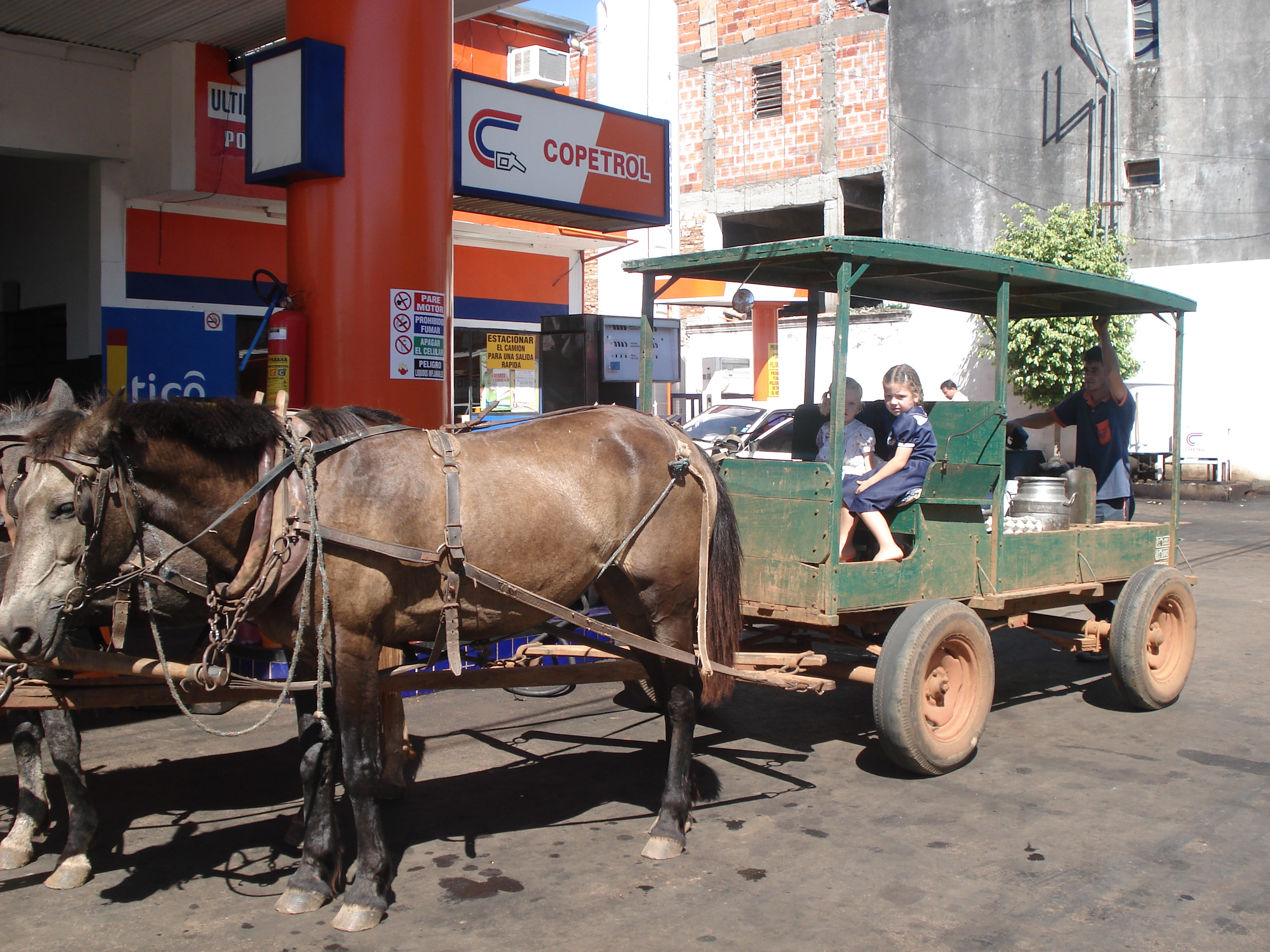
Sehr traditionelle Russlandmennoniten in Paraguay, die meisten fahren heute mit dem Auto.

Die ersten deutschen Einwanderer kamen bereits 1535 mit den spanischen Eroberern ins Land. Mit der Expedition von Pedro de Mendoza kamen 80 Deutsche an den Río de la Plata. Darunter befand sich auch Ulrich Schmidl, Chronist der Expedition und ein Mitbegründer von Asunción. Die ersten Kolonien bildeten sich 1881 in San Bernardino und 1887 in Nueva Germania. 1919 wurde die Colonia Independencia in der Nähe von Villarrica gegründet. Sie zählt heute etwa 25.000 Einwohner.
Zwischen 1930 und 1933 warb die paraguayische Regierung in der deutschen Presse um Einwanderer, besonders Landwirte wurden gesucht. Die meisten kamen aus Baden-Württemberg, Sachsen, Bayern und Österreich.
Deutsche Auswanderer und ihre Nachkommen sowie Russlandmennoniten sprechen bis heute häufig Deutsch. Letztere verwenden als Umgangssprache jedoch meist einen niederdeutschen Dialekt (Plautdietsch). Dennoch spielt das Standarddeutsche in den mennonitischen Kolonien eine wichtige Rolle: insbesondere als Kirchen-, Schul- und Verwaltungssprache sowie als Sprache der Medien. Insgesamt verwenden 185.000 Deutschstämmige Deutsch noch als Muttersprache (Stand 2022).
Je in etwa zur Hälfte in Ostparaguay und im Chaco wohnt diese zahlenmäßig unbedeutende, aber mit großer Wirtschaftskraft und bestimmten Privilegien ausgestattete Minderheit der deutschsprachigen Mennoniten, die seit 1927 zunächst aus Kanada und später meist aus Russland eingewandert sind. Durch weitere Zuwanderung aus den Vereinigten Staaten, Kanada und Mexiko beläuft sich deren Anzahl inzwischen auf knapp 30.000 Personen. In der brasilianischen Grenzregion leben inzwischen etwa 500.000 portugiesischsprachige Siedler, davon sind 150.000 deutschstämmige Brasilianer aus den Bundesstaaten Rio Grande do Sul, Santa Catarina, Paraná. Sie werden auch Brasiguayos genannt. Die Situation der Brasiguayos wird zurzeit wegen der ungleichen Verteilung des Grundbesitzes zu Gunsten der Brasiguayos während der Stroessnerschen Periode in den paraguayischen Medien diskutiert.
Sieben Prozent der paraguayischen Bevölkerung sind Einwanderer deutscher Herkunft. Die Volkszählung im Jahr 2022 ergab jedoch nur 1838 (≈ 0,035 % der Bevölkerung) in Paraguay lebende Personen, die in Deutschland geboren sind, was mit der Wanderungsgeschichte Deutschsprachiger aus anderen Gebieten und der Einwanderung vor allem zwischen 1870 und 1936 zusammenhängt.
In der Regierungszeit des deutschstämmigen Diktators Alfredo Stroessner, der von 1954 bis 1989 das Amt des Staatspräsidenten innehatte, sind zehntausende aus Brasilien stammende Deutschbrasilianer eingewandert. Allein in den Jahren 1973/74 waren es 42.000, vor allem in die Departaments Alto Paraná, Itapua, Canendiyú, Caaguazú und San Pedro. Allein in diesen Departaments leben heute weit über 100.000 Deutschbrasilianer in neun Groß- und 45 Randsiedlungen. Ein weiteres Zentrum der Einwanderung liegt in der Nähe von Encarnación um Hohenau herum mit mindestens 30.000–35.000 Deutschbrasilianern. Seit dem Sturz Stroessners im Februar/März 1989 kamen weitere 150.000 Deutschstämmige aus Südbrasilien dazu. Im Jahr 2005 wurde eine weitere neue Kolonie namens Kolonie Neufeld im Departamento Caazapá gegründet, in der sich Russlanddeutsche ansiedelten. An der argentinischen Grenze wohnen auch viele Polnisch- und Ukrainischstämmige.

### Sprachen
| Sprache                  | Sprecher (erste Sprache) | in Prozent | Sprecher (zweite Sprache) | in Prozent | Sprecher insgesamt | in Prozent |
| ------------------------ | ------------------------ | ---------- | ------------------------- | ---------- | ------------------ | ---------- |
| Guaraní                  | 3.915.089                | 85,9 %     | 30.232                    | 0,7 %      | 3.946.905          | 86,6 %     |
| Spanisch                 | 506.185                  | 11,1 %     | 2.655.687                 | 58,3 %     | 3.170.813          | 69,6 %     |
| Portugiesisch            | 53.822                   | 1,2 %      | 83.288                    | 1,8 %      | 326.496            | 7,2 %      |
| Deutsch                  | 13.255                   | 0,3 %      | 24.471                    | 0,5 %      | 59.166             | 1,3 %      |
| Englisch                 | 0                        | 0,0 %      | 684                       | 0,0 %      | 97.542             | 2,1 %      |
| übrige nichtindigene     | 2.136                    | 0,0 %      | 33.909                    | 0,7 %      | 42.246             | 0,9 %      |
| übrige indigene Sprachen | 55.876                   | 1,2 %      | 2.726                     | 0,1 %      | 59.165             | 1,3 %      |

In Paraguay werden über 20 Sprachen gesprochen. Amtssprachen sind heute Guaraní und Spanisch.
Die Verfassung von 1992, mit der Guaraní als zusätzliche Amtssprache festgelegt wurde, ist allerdings eine von nur wenigen offiziellen Texten, die in die Sprache Guaraní übersetzt wurden. Offiziell gilt Paraguay als zweisprachig. 2012 wurde die erste Akademie für Guarani in Paraguay gegründet. Sie soll der indigenen Amtssprache ein zeitgemäßes Regelwerk geben und so ihren Fortbestand sichern.
Die nebenstehende Tabelle führt die größten Sprachen gemäß den Ergebnissen der Volkszählung aus dem Jahre 2002 auf. Pro Person konnten bis zu fünf Sprachen angegeben werden.

### Religion
Wie viele Länder Lateinamerikas, ist Paraguay ein mehrheitlich katholisches Land, etwa 90 % der Bevölkerung bekennt sich zu diesem Glauben. Es gibt verschiedene evangelische Gemeinden, zu denen auch die etwa 30.000 meist deutschstämmigen Mennoniten gehören. Über 10.000 Einwohner sind praktizierende Zeugen Jehovas (2015). In Ciudad del Este gibt es eine muslimische Minderheit, die auf Einwanderer aus dem Libanon zurückgeht. Daneben gibt es auch Anhänger indigener Religionen.

### Bildung
Für Kinder herrscht im Alter von 5 bis 15 Jahren eine Schulpflicht, diese wird aber nicht ausreichend durchgesetzt. Im Land stieg die mittlere Schulbesuchsdauer über 25-Jähriger von 5,8 Jahren im Jahr 1990 auf 8,1 Jahre im Jahr 2015 an. Im Jahr 2021 betrug die Bildungserwartung 13,0 Jahre. Ein staatlich geregeltes Ausbildungssystem (servicio nacional de promoción profesional, SNPP) zur Erlangung beruflicher Abschlüsse, etwa im Handwerk oder Handel, besteht nur in Ansätzen. Private Einrichtungen und auch ausländische Nichtregierungsorganisationen, wie etwa das deutsche Kolpingwerk, bieten kostenpflichtige, berufliche Lehrgänge für Jugendliche an. Wegen Qualitätsmängeln der öffentlichen Schulen besuchen Kinder, deren Eltern das Geld aufbringen können, eine der zahlreichen Privatschulen, wie beispielsweise die Goethe-Schule in der Hauptstadt Asunción. Außerdem sind einige wenige öffentliche deutsche Schulen in Paraguay zu finden. Ferner verfügt Paraguay über staatliche und private Universitäten, deren Abschlüsse im Ausland, etwa in Deutschland, oft nicht als gleichwertig anerkannt werden. Grund dafür ist das 2006 in Paraguay verabschiedete Gesetz 2529, mit dem der Consejo de Universidades, eine Art staatliche Aufsichtsbehörde, die die Universitäten kontrollierte, abgeschafft wurde. Die Universitäten haben seitdem eine freie Hand, ohne jegliche öffentliche Kontrolle, Abschlüsse zu vergeben. Es kann nicht überprüft werden, ob ein Student überhaupt die Kurse besucht und Examen bestanden hat. Einen landesweit allgemein guten Ruf genießt die Universidad Nacional de Asunción (staatlich). Allerdings blieb auch diese Institution von der weitverbreiteten Korruption nicht verschont. Der Direktor der UNA wurde deswegen 2022 zu einer dreijährigen Haftstrafe verurteilt, nachdem die Studenten seit 2015 durch ihre Proteste auf die „institutionalisierte Korruption“ dieser Universität hingewiesen hatten.
Das Hochschulwesen in Paraguay ist dreigliedrig für die Geistes- und Sprachwissenschaften sowie einige Naturwissenschaften (licenciatura, postgraduale Master, Promotion), in den Rechts-, Wirtschafts-, Chemie- und Medizinwissenschaften ist es eingliedrig, so dass man mit Abschluss des Studiums den Doktor-(en derecho, en economía, en química, en medicina/odontología/veterinaria) erlangt. Auch die Ingenieurwissenschaften praktizieren die eingliedrige Abschlussvergabe. In Paraguay werden seit 2021 nur noch an privaten Universitäten Studiengebühren erhoben.
Die Alphabetisierungsrate betrug 2015 95,6 % der erwachsenen Bevölkerung.

### Gesundheit
Die Gesundheitsausgaben des Landes betrugen im Jahr 2021 8,0 % des Bruttoinlandsprodukts. Im Jahr 2018 praktizierten in Paraguay 14,6 Ärztinnen und Ärzte je 10.000 Einwohner. Die Sterblichkeit bei unter 5-jährigen betrug 2022 17,4 pro 1000 Lebendgeburten. Die Lebenserwartung der Einwohner Paraguays ab der Geburt lag 2022 bei 70,5 Jahren (Frauen: 73,6, Männer: 67,6). Die Lebenserwartung stieg von 69,8 Jahren im Jahr 2000 bis 2022 um 1 %.
Die Behandlung in den öffentlichen Krankenhäusern ist kostenlos. Der bauliche Zustand und die hygienischen Bedingungen sind jedoch nicht mit denen in wohlhabenden Ländern vergleichbar. Wer es sich leisten kann, hat eine private Krankenversicherung und lässt sich in einem privaten Krankenhaus behandeln. Die geringe Bezahlung des Pflegepersonals und die Privatisierung von Einrichtungen gaben in der Vergangenheit Anlass zu Protesten. Im Jahr 2025 bewilligte die Regierung von Santiago Peña bessere finanzielle Konditionen für Beschäftigte.

#### Malaria
Im Juni 2018 hat Paraguay offiziell als erstes Land in Südamerika die Malaria ausgerottet. Im April wurde ihm von der Weltgesundheitsorganisation zertifiziert, dass es seit drei Jahren keine Malariainfektionen im Land gab. Die Bekämpfung dieser Krankheit begann in Paraguay 1957 mit der Einrichtung der Anti-Malaria-Behörde Senepa.

#### Dengue
In manchen Jahren kommt es zu Ausbrüchen von Denguefieber. Davon betroffen sind hauptsächlich Asunción und das benachbarte Departamento Central. Im Jahr 2017 gab es 616 Infektionen, aber keine davon war tödlich. Anfang 2018 kam es erneut zu einem Ausbruch.

#### Skorpione
In Paraguay kommt es in den heißen und feuchten Sommermonaten vermehrt zu Skorpionstichen, die insbesondere bei kleinen Kindern oft tödlich sind. Jährlich werden rund 360 Fälle gemeldet. Da das Land keine Antidote herstellt, ist es auf die Lieferung aus den Nachbarländern Brasilien und Argentinien angewiesen.

## Geschichte
In vorkolumbischer Zeit gehörte das heutige Paraguay zum Siedlungsgebiet der indigenen Stämme der Guaraní zwischen dem Río de la Plata und dem Orinoco-Delta, dem Atlantik und den Anden. Es kam zu periodischen Wanderungen in unterschiedliche Richtungen auf der Suche nach dem „Land ohne Übel“. Die Wanderungsbewegung der Guaraní nach Westen führte etwa 1513 bis 1518 erneut zum Zusammenstoß mit dem Inkareich. In dieser Zeit verbreiteten sich Gerüchte über Berge und Städte aus Edelmetall im Westen.
Der Spanier Juan de Salazar y Espinosa gründete 1537 die heutige Hauptstadt Asunción. Um die indigene Bevölkerung zu kontrollieren und zu evangelisieren, gründete der Franziskaner Luis de Bolaños ab 1580 die ersten Reduktionen, wobei er die in diesen Siedlungen lebenden Ureinwohner vor dem Zugriff der Großgrundbesitzer, Sklavenjäger und der spanischen Krone abschirmte. Von 1609 bis 1767 führten die Jesuiten diese Gründungen fort und missionierten weiter. 1811 wurde Paraguay unabhängig, verlor allerdings im blutigen Tripel-Allianz-Krieg (1864–1870) einen großen Teil seiner Bevölkerung und seines Territoriums. Der damalige Präsident und Oberbefehlshaber Francisco Solano López gilt vielen Paraguayern heute als Nationalheld, obwohl er das Land in eine verheerende Niederlage führte.
Im Chacokrieg gegen Bolivien 1932 bis 1935 siegte Paraguay und sicherte sich somit umfangreiche Gebiete im umstrittenen Chaco-Gebiet. Zwischen 1954 und 1989 wurde Paraguay diktatorisch von Alfredo Stroessner geführt, welcher somit eines der am längsten regierenden Staatsoberhäupter Lateinamerikas war. Nach dessen Entmachtung setzte ein halbherziger Demokratisierungsprozess ein.

## Politik

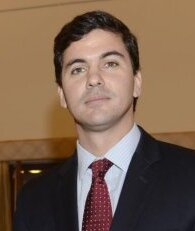
Santiago Peña, Präsident Paraguays

### Politisches System
Paraguay ist eine Präsidialrepublik. Der Zentralstaat lässt den Departamentos und Kommunen eine begrenzte Eigenständigkeit. Es herrscht Gewaltenteilung zwischen Legislative, Exekutive und Judikative.
Die Legislative, der Nationalkongress (spanisch Congreso Nacional), besteht aus einer Abgeordnetenkammer (spanisch Cámara de Diputados) und einem Senat (spanisch Cámara de Senadores), deren Mitglieder für fünf Jahre gewählt werden.
Das allgemeine Männerwahlrecht erhielt mit der Verfassung aus dem Jahre 1870 Gültigkeit. Das Gesetz Nummer 704 führte 1961 das allgemeine aktive und passive Frauenwahlrecht auf nationaler Ebene ein.

### Politische Entwicklung
Paraguay wird seit 1947 von der rechtskonservativen Partido Colorado regiert, lediglich kurz unterbrochen während der Präsidentschaft von Fernando Lugo zwischen 2008 und 2012. Die lange Herrschaft hat zu einer engen Verflechtung zwischen den Strukturen des Staates und denen der Partei geführt. Eine vollständige Wende hin zur pluralistischen Demokratie, wie sie in anderen Ländern mit Militärdiktaturen in Südamerika stattgefunden hat (z. B. in Brasilien, Chile und Argentinien) ist in Paraguay bislang ausgeblieben.
Im April 2013 wurde Horacio Cartes von der Partei Partido Colorado zum Staatspräsidenten gewählt.
In den Tagen vom 31. März bis 2. April 2017 kam es in der Hauptstadt Asunción zu Protesten, in deren Verlauf versucht wurde, das Parlamentsgebäude in Brand zu stecken. Die Demonstrationen richteten sich gegen den Versuch der Regierungspartei, in Absprache mit der Opposition ein Gesetz zu erlassen, nach dem der amtierende Präsident Horacio Cartes entgegen der Verfassung hätte wiedergewählt werden dürfen. Dabei wurde ein 25-jähriger Oppositionspolitiker der Liberalen Partei von der Polizei erschossen. Die Demonstranten zeigten Schilder mit dem Slogan no + dictatura (Nie wieder Diktatur). Als Konsequenz entließ der Präsident den amtierenden Innenminister Tadeo Rojas und den Polizeichef des Landes, Críspulo Sotelo. Nach den Erfahrungen verschiedener lateinamerikanischer Länder mit Diktaturen hatte man auch in Paraguay die Amtszeit eines Präsidenten in der Verfassung auf eine Amtszeit begrenzt. Die Unruhen waren ausgebrochen, als die Kongressabgeordneten der Änderung in der ersten von zwei Kammern zugestimmt hatten.
Am 28. Mai 2018 erklärte Horacio Cartes seinen Rücktritt als Staatspräsident. Demgemäß wäre ihm die Vizepräsidentin, Alicia Beatriz Pucheta de Correa, im Amt gefolgt. Am 26. Juni 2018 widerrief Cartes jedoch in einem Brief an Fernando Lugo, den Präsidenten des Nationalkongresses, seinen Rücktritt. Am 15. August 2018 übernahm Mario Abdo Benítez das Amt des Staatspräsidenten Paraguays, in das er am 22. April 2018 gewählt worden war, von seinem Vorgänger Horacio Cartes. Seit 15. August 2023 ist der Wirtschaftswissenschaftler Santiago Peña gewählter Staatspräsident. Nach seiner beruflichen Karriere bei der Zentralbank von Paraguay war Peña im Jahr 2015 vom damaligen Staatspräsidenten Cartes zum Finanzminister berufen worden. Bereits bei der Präsidentschaftswahl 2018 versuchte Peña, die Nachfolge seines politischen Mentors anzutreten, unterlag aber seinem Konkurrenten Mario Abdo Benítez. Nach zeitweiliger Rückkehr in die Wirtschaft trat Peña bei der Präsidentschaftswahl 2023 erneut an und gewann. Kritiker werfen ihm vor, Sprachrohr seines Vorvorgängers Horacio Cartes zu sein.

### Nepotismus
Die Politik des Landes ist durch ein enormes Ausmaß von Vetternwirtschaft gekennzeichnet. Hochrangige Politiker wie Abgeordnete, Senatoren, Vizepräsidenten usw. stellen ihre Kinder – oft noch im Teenageralter – Ehefrau oder andere Verwandte als höchstbezahlte Mitarbeiter oder Berater ihrer Verwaltung ein, ohne die sonst für Positionen im öffentlichen Dienst übliche harte Auswahlprüfung. Ein 2014 eingeführtes Anti-Nepotismusgesetz verbietet zwar augenscheinlich derartige Praktiken, wurde jedoch so formuliert, dass es umgangen werden kann.

### Politische Indizes
| Name des Index                     | Indexwert    | Weltweiter Rang | Interpretationshilfe | Jahr |
| ---------------------------------- | ------------ | --------------- | --- | ---- |
| Fragile States Index               | 61,5 von 120 | 105 von 179     | Stabilität des Landes: Warnung 0 = sehr nachhaltig / 120 = sehr alarmierend Rang: 1 = fragilstes Land / 179 = stabilstes Land | 2024 |
| Demokratieindex                    | 5,92 von 10  | 75 von 167      | Hybridregime 0 = autoritäres Regime / 10 = vollständige Demokratie                                                            | 2024 |
| Freedom in the World Index         | 63 von 100   | —               | Freiheitsstatus: teilweise frei 0 = unfrei / 100 = frei                                                                       | 2024 |
| Rangliste der Pressefreiheit       | 56,8 von 100 | 84 von 180      | Erkennbare Probleme für die Pressefreiheit 100 = gute Lage / 0 = sehr ernste Lage                                             | 2025 |
| Korruptionswahrnehmungsindex (CPI) | 24 von 100   | 149 von 181     | 0 = sehr korrupt / 100 = sehr sauber                                                                                          | 2024 |

### Parteien
- Asociación Nacional Republicana – Partido Colorado (ANR-PC)
- Partido Demócrata Progresista (PDP)
- Partido Encuentro Nacional (PEN)
- Partido Liberal Radical Auténtico (PLRA)
- Partido Patria Querida (PPQ)
- Partido Revolucionario Febrerista (PRF)
- Unión Nacional de Ciudadanos Éticos (UNACE)

### Außenpolitik
Paraguay ist einer von nur noch 13 Staaten weltweit, die diplomatische Beziehungen zur Republik China (Taiwan) unterhalten.

### Innere Sicherheit
Paraguay ist in starkem Ausmaß von der Organisierten Kriminalität betroffen. Es belegt im Ranking des Index der Global Initiative Against Transnational Organized Crime der Vereinten Nationen 2023 weltweit den dritten Platz (nach Myanmar und Demokratische Republik Kongo). Als Gründe werden die geografische Lage zwischen einerseits zwei großen Absatzmärkten von Drogen (Brasilien und Argentinien) und andererseits zwei großen Produzenten von Drogen (Peru und Bolivien) sowie die im Land weit verbreitete Korruption genannt. Im Jahr 2021 belegte es im internationalen Ranking noch den 11. Platz. Nach Erkenntnissen paraguayischer und brasilianischer Kriminologen haben die meisten Anführer der Narkogruppen Verbindungen zu Politikern der mittleren Ebene und sind dadurch vor Verfolgung der Justizbehörden geschützt.

### Polizei
Die Nationale Polizei (Policía Nacional del Paraguay) wurde 1843 unter der Herrschaft von Carlos Antonio López und Mariano Roque Alonso gegründet und untersteht dem Innenministerium. Sie verfügt über 29.000 Kräfte, von denen jedoch nur 12.000 täglich auf den Straßen im Dienst sind. Laut dem Polizeichef und gemäß den Erhebungen der UN müssten es 60.000 mehr sein, um die Sicherheit der Bevölkerung zu gewährleisten. Der seit August 2023 amtierende Innenminister Enrique Riera erklärte, es sei ein „offenes Geheimnis“, dass es in der Nationalen Polizei schon immer Korruption gab, nur niemand es bisher zugab. Die Bereinigung sei allerdings ein schwieriger Prozess.
Es wird immer wieder über Vorfälle berichtet, bei denen Polizisten Bürgern bei Fahrzeugkontrollen Drogen „unterschieben“, um sie anschließend zu erpressen. Die Bekämpfung dieser Vergehen von Beamten wird wiederum durch die Korruption im Justizapparat erschwert. Über von Polizisten begangene Raubmorde u. a. auch an deutschen und Schweizer Einwanderern wird ebenfalls berichtet.

### Militär
Die Streitkräfte Paraguays (spanisch Fuerzas Armadas de Paraguay) bestehen aus dem Heer, der Marine (einschließlich Marineflieger- und Marinekorps) und der Luftwaffe.
In der Verfassung Paraguays ist der Präsident des Landes als Oberbefehlshaber verankert. Es besteht Wehrpflicht. Obwohl die Verfassung von 1992 die Möglichkeit der Kriegsdienstverweigerung aus Gewissensgründen vorsieht, wurde bisher kein entsprechendes Gesetz verabschiedet.

## Wirtschaft

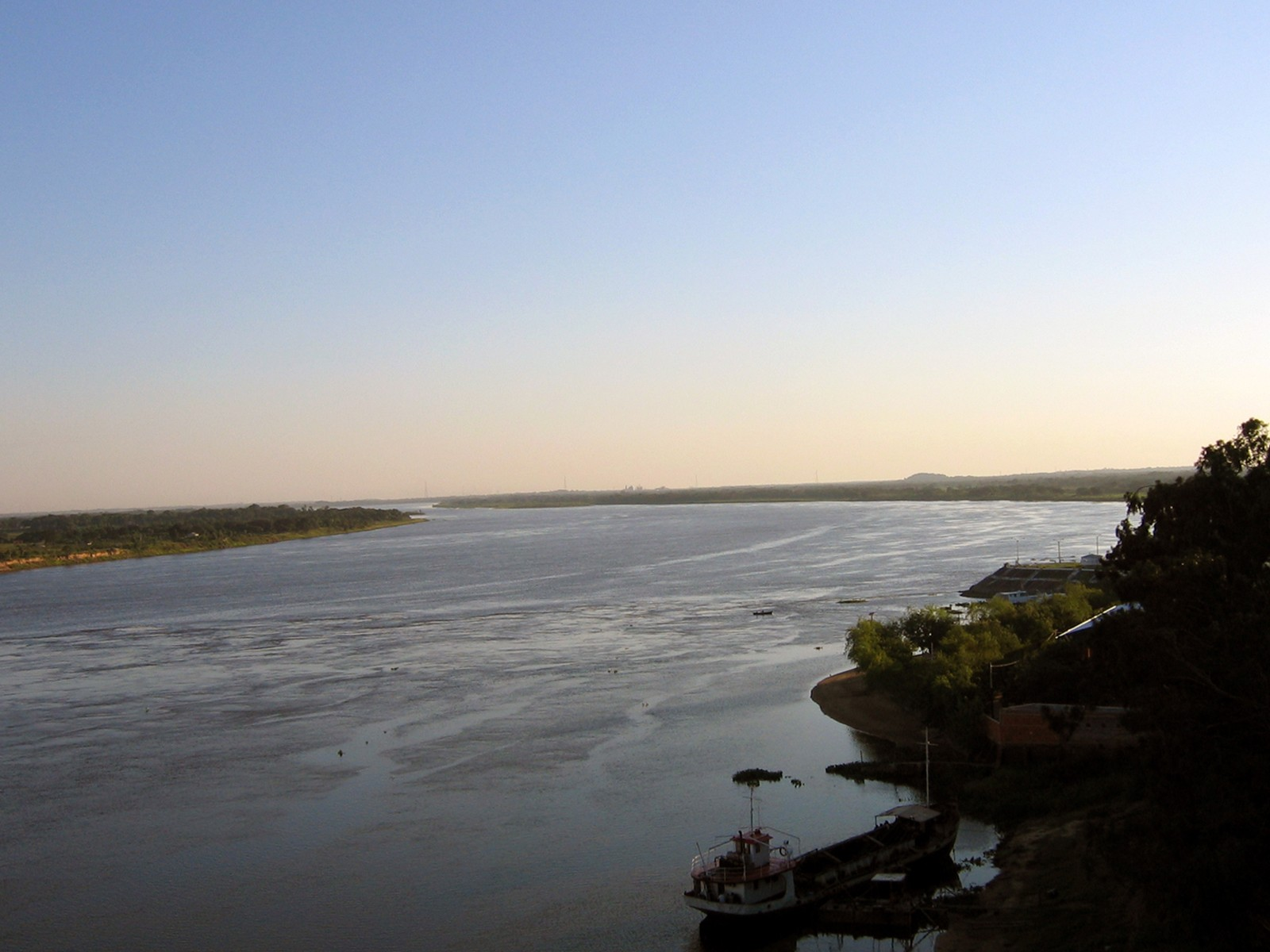
Río Paraguay

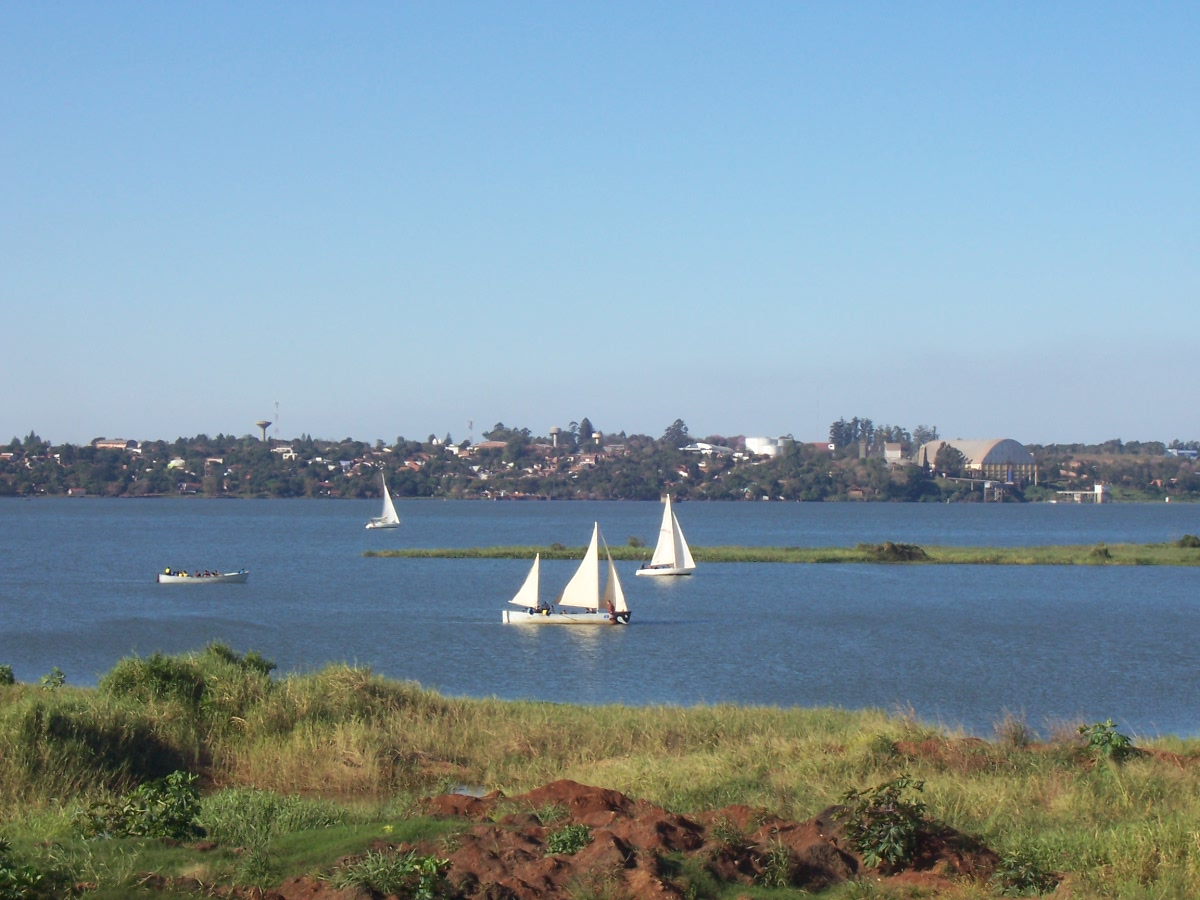
Blick auf die paraguayische Stadt Encarnación vom argentinischen Ufer des Río Paraná

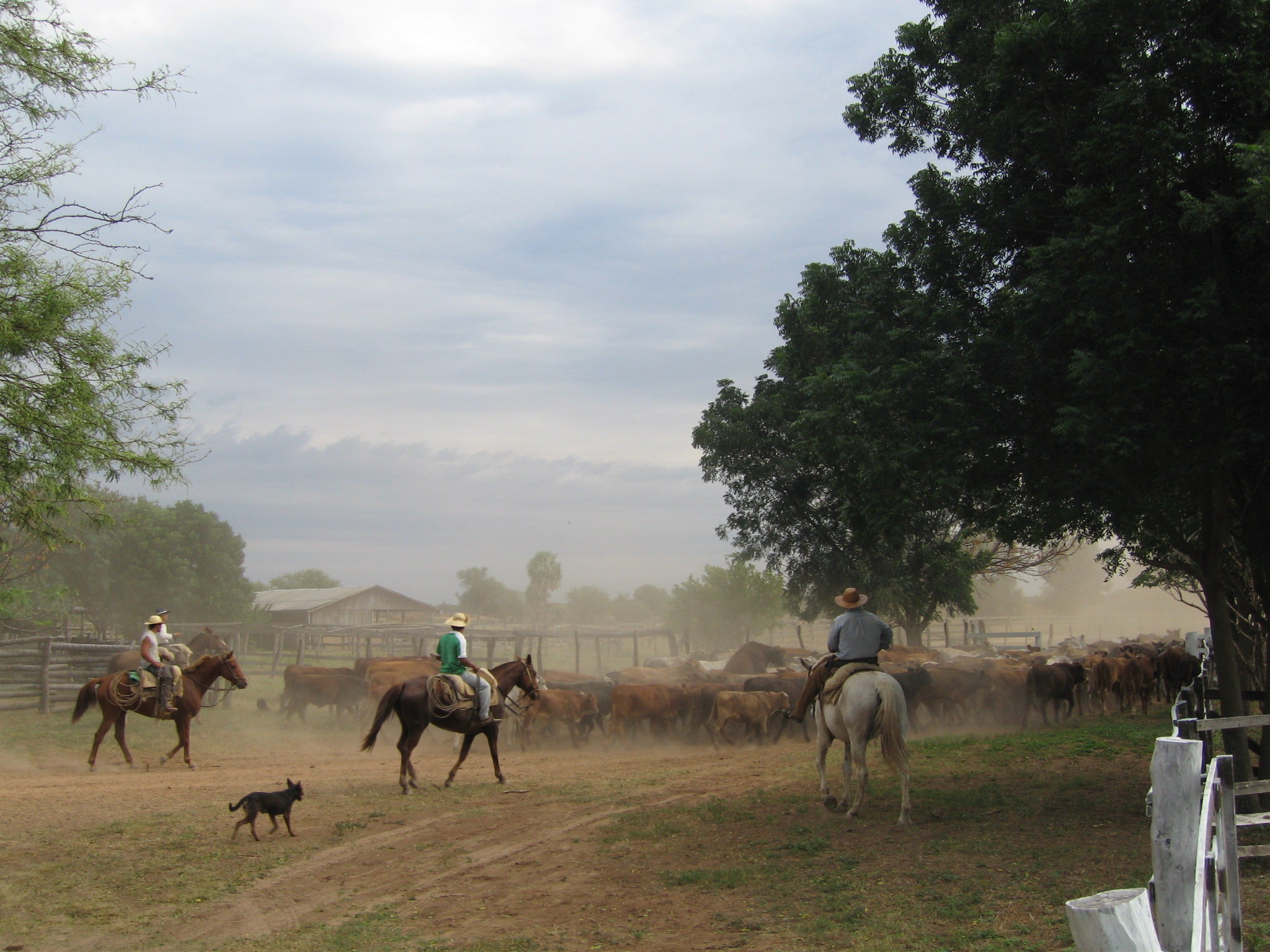
Rinderzucht auf einer Estancia im Chaco

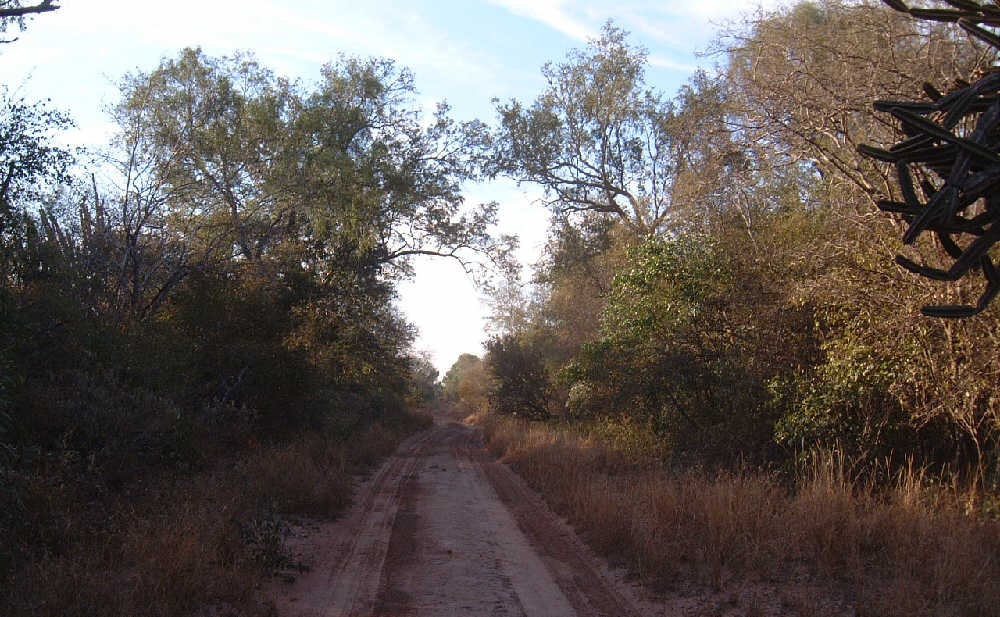
Paraguay hat ausgedehnte Reserven potentiellen Agrarlandes, heute noch weit entfernt von jeder Verkehrsinfrastruktur: Eine Erdstraße im nordwestlichen Chaco (Agua Dulce/Palmar de las Islas)

Paraguay war bis in die 1960er Jahre ein reiner Agrarstaat, aber auch ein Land, das die Wasserwirtschaft stark ausbaute. Heute noch spielt die Landwirtschaft eine wichtige Rolle: 39 Prozent der Bevölkerung arbeitet im Agrarsektor, der 24,9 Prozent zum Bruttoinlandsprodukt beiträgt.
Großgrundbesitz prägt nach wie vor die Besitzstruktur, etwa 66 % der landwirtschaftlich nutzbaren Flächen gehören 10 % der Bevölkerung – ein Merkmal, das für die meisten lateinamerikanischen Staaten typisch ist. Allerdings haben das Forstgesetz Ley 536/95 und die Verabschiedung des Estatuto Agrario im Januar 2002 zu einer deutlichen Verschiebung der Besitzverhältnisse geführt. Heute können alle Großgrundstücke, die nicht zu mindestens 30 % landwirtschaftlich genutzt sind, enteignet werden. Trotzdem ist immer noch etwa ein Drittel der ländlichen Bevölkerung ohne Land. Die Arbeitslosenquote im gesamten Land lag im Jahr 2017 bei 6,5 %. Die Armutsquote liegt 2015 bei 22,2 %, mit großen regionalen Unterschieden. Die ärmsten Departamentos sind Caazapá mit einer Armutsquote von 47,9 %, San Pedro (44,9 %) und Caaguazú (40,1 %). Die geringste Armut gibt es in Presidente Hayes (8,2 %).
In den 2010er-Jahren wuchs die Wirtschaft, die weitgehend auf die Sojaproduktion ausgerichtet ist, um durchschnittlich 4 %. Das Wirtschaftswachstum führte jedoch nicht zu einer Verringerung der Armut, die 2018 nach offiziellen Angaben mehr als 26 % der Bevölkerung betraf. Laut der New York Times ist Paraguay einer der Staaten in Lateinamerika, in denen sich die Kluft zwischen Arm und Reich in den letzten Jahren am stärksten vergrößert hat. Auf dem Land befinden sich 85 % des landwirtschaftlichen Bodens im Besitz von 2,6 % der Eigentümer. Darüber hinaus wurde die indigene Bevölkerung vertrieben, um Platz für Sojabohnenunternehmen zu schaffen.
Der Exportmarkt für Sojabohnen wird weitgehend von multinationalen Unternehmen (Cargill, Archer Daniels Midland, Bunge Limited usw.) beherrscht und kommt daher nur wenigen Paraguayern zugute. Exportunternehmen und Landbesitzer zahlen kaum Steuern. So zeigt eine 2018 veröffentlichte Studie der UN-Agentur ECLAC, dass Paraguay zu den Staaten gehört, in denen sich Unternehmen am wenigsten am Staatshaushalt beteiligen.
Seit den 1970er Jahren entwickelte sich ein industrieller Sektor, der im Jahre 2006 rund 13,9 Prozent zum BIP beitrug. Der Dienstleistungssektor steuerte im selben Jahr (2006) mit 51,4 Prozent den Löwenanteil zum BIP von 9,3 Milliarden US-Dollar bei.
Die Wirtschaftsleistung der beiden binationalen Wasserkraftwerke Itaipú und Yacyretá wurde bis 2009 als nicht im Land erbracht betrachtet und fand keinen Eingang in das BIP. Ab 2010 werden die dem paraguayischen Anteil entsprechenden Erlöse aus den Kraftwerken dem BIP Paraguays zugerechnet. Dadurch erhöht sich das BIP um gut 9 % (Stand 2010); außerdem löst die Energieerzeugung den Export von Soja als größten Einzelposten des BIP ab.
Im Global Competitiveness Index, der die Wettbewerbsfähigkeit eines Landes misst, belegte Paraguay Platz 112 von 137 Staaten (Stand 2017–2018). Der Index für wirtschaftliche Freiheit 2024 des Landes war der 81 höchste von 176 Ländern.
Das Land führt eine Wertpapierbörse in der Hauptstadt mit der Bezeichnung Bolsa de Valores de Asunción.
| Jahr                                    | 2010   | 2015   | 2016   | 2017   | 2018   | 2019   | 2020   | 2021   | 2022   | 2023   |
| --------------------------------------- | ------ | ------ | ------ | ------ | ------ | ------ | ------ | ------ | ------ | ------ |
| BIP in Mrd. USD (Kaufkraftparität)      | 59,8   | 78,9   | 83,0   | 88,6   | 90,9   | 92,2   | 94,5   | 103,0  | 110,5  | 119,9  |
| BIP pro Kopf in USD (Kaufkraftparität)  | 9.539  | 11.678 | 12.115 | 12.741 | 12.885 | 12.888 | 13.029 | 14.005 | 14.827 | 15.869 |
| BIP-Wachstum (real)                     | 11,1 % | 3,0 %  | 4,3 %  | 4,8 %  | 3,2 %  | −0,4 % | −0,8 % | 4,0 %  | 0,2 %  | 4,7 %  |
| Inflation (in Prozent)                  | 4,6 %  | 3,1 %  | 4,1 %  | 3,6 %  | 4,0 %  | 2,8 %  | 1,8 %  | 4,8 %  | 9,8 %  | 4,6 %  |
| Staatsverschuldung (in Prozent des BIP) | 13 %   | 19 %   | 19 %   | 20 %   | 22 %   | 26 %   | 37 %   | 38 %   | 41 %   | 41 %   |

### Land- und Forstwirtschaft
In der westlichen Landeshälfte, dem Chaco, wird vor allem Weidewirtschaft betrieben, wo die geringen Niederschlagsmengen es zulassen, (Agua Dulce Region) auch Feldwirtschaft (Sorghumhirsen). Im ariden Westen des Chaco sind (Stand Januar 2009) einige großflächige Jatropha-Plantagen projektiert.
In den letzten Jahrzehnten wurde von den Mennoniten die Milchproduktion nach europäischen Standards ausgebaut, die nun fest in ihrer Hand ist. Östlich des Paraguay wird vorwiegend Ackerbau betrieben. Hauptanbauprodukte sind Sojabohnen, Maniok, Baumwolle, Zuckerrohr und Getreide. Forstwirtschaftliche Produkte (21 Prozent Paraguays sind mit Wald bedeckt) sind neben Holz Tannin und Petitgrain. Petitgrain ist ein Öl der Bitterorange, das zur Parfümherstellung verwendet wird.
Die Situation des Waldes in Paraguay gilt als unvermindert kritisch. Bei einer Waldzerstörung von 400.000 ha jährlich hat die Waldfläche laut Landwirtschaftsministerium innerhalb von nur 50 Jahren um mehr als 65 % abgenommen. Es gibt praktisch keine unberührten Waldflächen mehr, da auch in Nationalparks illegal abgeholzt wird. Nur 20.000 ha des Naturwaldes werden nach forstlichen Kriterien bewirtschaftet. Dazu gesellen sich noch 43.000 ha Schnellwuchsplantagen, auf denen Neophyten wie Kiefer, Eukalypten und Teak hochgezogen werden.
Der Export von Soja als Vorprodukt, nicht nur zu Speiseöl und Mastfutter, sondern auch zu Biokraftstoff, spielt eine überaus schnell wachsende Rolle, so dass es inzwischen zu schweren Konflikten zwischen Großgrundbesitzern, die Soja anbauen, auf der einen Seite und der übrigen Bauernbevölkerung auf der anderen Seite kommt. Dabei wurden bis 2007 rund 100.000 Bauern und indigene Gruppen gegen ihren Widerstand umgesiedelt. Zugleich wurden die Waldbestände drastisch reduziert, und, da es sich nicht um Nahrungsmittelproduktion handelt, der Einsatz von Schädlingsbekämpfungsmitteln stark erhöht.
In Paraguay ist ausländischer Grundbesitz in jeder Größe fast ohne Einschränkungen gestattet (nur Staatsbürger Brasiliens, Argentiniens und Boliviens dürfen in bestimmten Grenzregionen kein Land erwerben. Berichte einiger Medien am Jahresende 2008, dass ausländischer Grunderwerb beschränkt werden solle, sind entsprechend falsch und basierten auf einem Missverständnis genau dieser Brasilianer/Grenzregions-Bestimmung).

### Industrie
Seit den 1970er Jahren verzeichnet der Industriesektor beträchtliche Zuwachsraten und trägt nun 13,9 Prozent zum Bruttoinlandsprodukt bei. Die industrielle Produktion beschränkt sich weitgehend auf land- und forstwirtschaftliche Güter. Vorherrschende Zweige sind Holz- und Fleischverarbeitung, Gewinnung pflanzlicher Öle sowie Herstellung von Süßwaren und Fruchtsäften. Darüber hinaus gibt es Textil- und Glasfabriken sowie ein Zement- und Stahlwerk. 22 Prozent der Erwerbstätigen sind in der Industrie beschäftigt.
Ein Devisenbringer für Paraguay ist das Wasserkraftwerk Itaipú, das bis 2006 das größte Kraftwerk der Welt war. Es wurde in einem Joint Venture zusammen mit Brasilien erbaut und gehört den beiden Staaten zu gleichen Teilen. Der von dem Kraftwerk erzeugte paraguayische Stromanteil, der von Paraguay nicht verbraucht werden kann, musste bis 2011 zu Produktionskosten an Brasilien verkauft werden. Nach langwierigen Verhandlungen zwischen den beiden Staaten wird der Strom mittlerweile von Brasilien mit dem Marktpreis vergütet. Ähnlich verhält es sich mit dem Wasserkraftwerk Yacyretá, welches sich Paraguay und Argentinien teilen. Über 99 Prozent der elektrischen Energie Paraguays werden in den drei Wasserkraftwerken Itaipú, Yacyretá und Acaray erzeugt. In Spitzenzeiten müssen geringe Mengen Strom aus dem Ausland zugekauft werden.

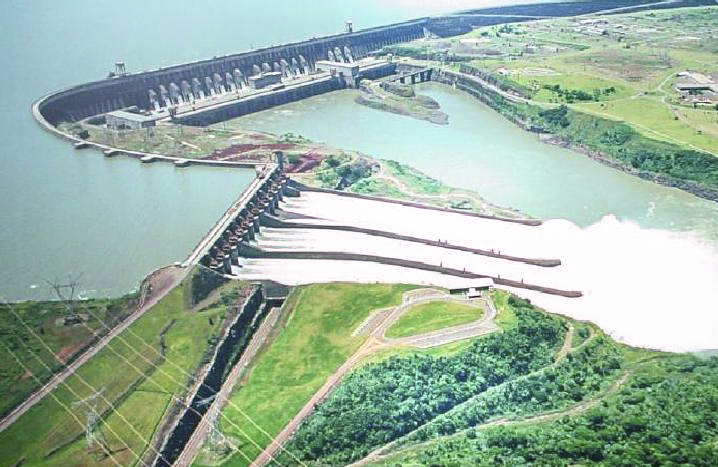
Wasserkraftwerk Itaipú
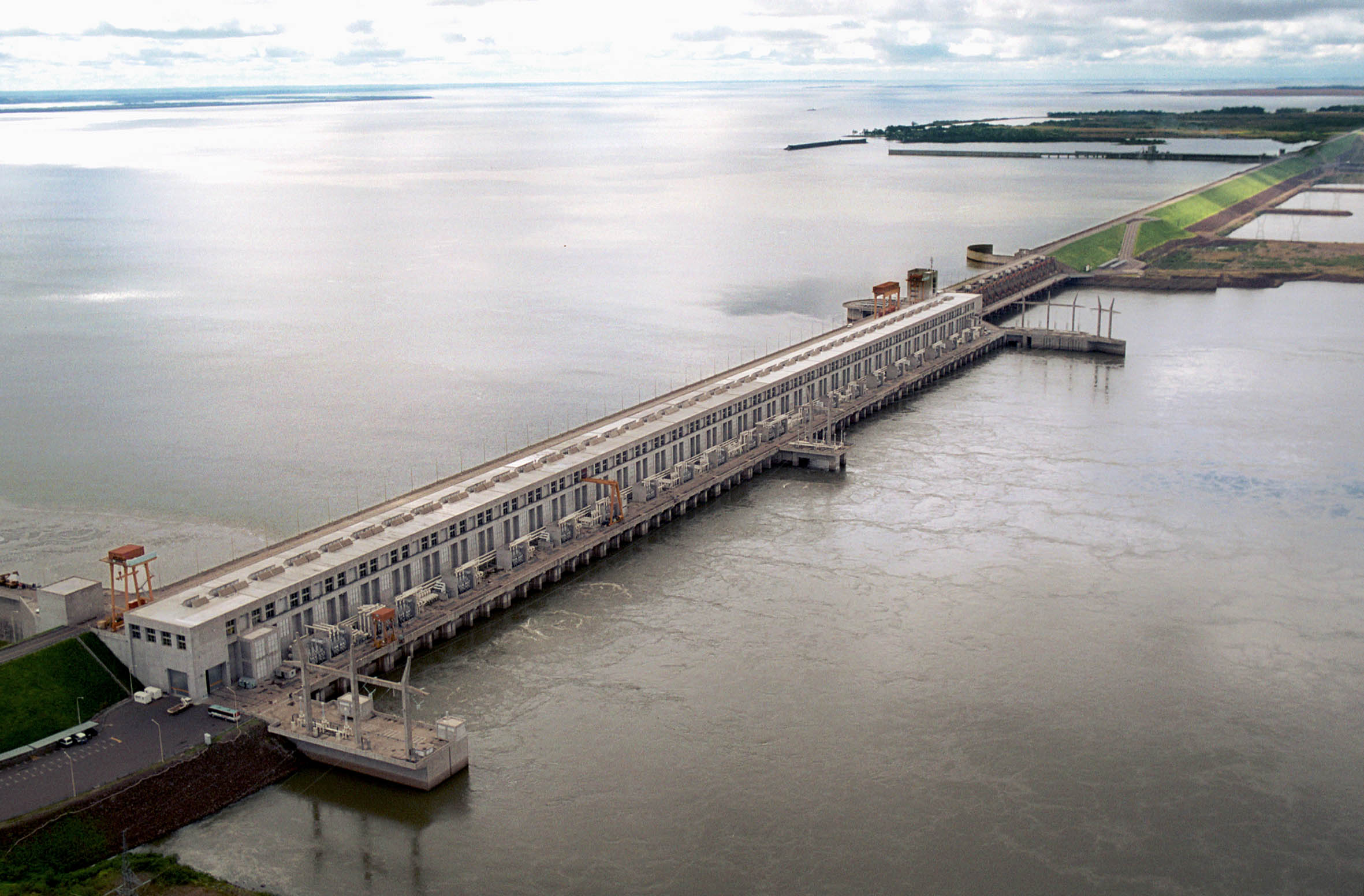
Wasserkraftwerk Yacyretá
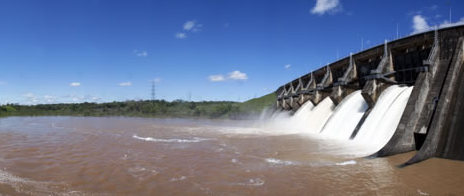
Wasserkraftwerk Acaray bei Ciudad del Este

Der Bergbau ist in Paraguay ein bisher wenig entwickelter Sektor, jedoch mit wachsender Tendenz, da die nachgewiesenen Lagerstätten nur in geringem Umfang abgebaut werden. Es gibt Erdöl-, Eisenerz-, Mangan- und Steinsalzlagerstätten. Der staatliche Geologische Dienst, die Dirección de Recursos Minerales, ist eine Abteilung im Ministerium für öffentliche Arbeiten und Kommunikation.
2014 wurden umfangreiche Titanerzvorkommen entdeckt, deren Erschließung jedoch noch einige Zeit in Anspruch nehmen wird.

### Außenwirtschaft
| Exporte nach | Exporte nach | Importe aus | Importe aus |
| Staat        | Prozent      | Staat       | Prozent     |
| ------------ | ------------ | ----------- | ----------- |
| Brasilien    | 44,0 %       | Argentinien | 25,4 %      |
| Uruguay      | 14,0 %       | Brasilien   | 24,5 %      |
| Argentinien  | 11,0 %       | Uruguay     | 3,8 %       |
| Andere       | 36,0 %       | Andere      | 46,3 %      |

### Staatshaushalt
Der Staatshaushalt umfasste 2016 Ausgaben von umgerechnet 5,531 Mrd. US-Dollar, dem standen Einnahmen von umgerechnet 5,531 Mrd. US-Dollar gegenüber. Daraus ergibt sich ein ausgeglichener Haushalt.
Die Staatsverschuldung betrug 2016 25,5 % des BIP.
2020 betrug der Anteil der Staatsausgaben (in % des BIP) folgender Bereiche:
- Gesundheit: 7,6 %
- Bildung: 3,3 %
- Militär: 0,8 % (2023)

### Schattenwirtschaft
Paraguay hat eine durch starke Schattenwirtschaft gekennzeichnete Marktwirtschaft. Die Schattenwirtschaft zeichnet sich durch die Einfuhr von Konsumartikeln und deren Wiederausfuhr in benachbarte wohlhabende Länder sowie durch die Aktivitäten tausender Kleinstunternehmer und städtischer Straßenhändler aus.
Wegen der Bedeutung der Schattenwirtschaft sind Wirtschaftsdaten schwer zu erhalten. Ein großer Prozentsatz der Bevölkerung arbeitet im einfachen Dienstleistungssektor, in der Landwirtschaft und dort häufig in Form der Subsistenzwirtschaft.
Nach paraguayischem Arbeitsrecht (Kapitel IV, Artikel 151) dürfen Personen ohne Berufsabschluss nicht weniger als 40 % des gesetzlichen Mindestlohnes verdienen.
Größter Marihuana-Produzent Südamerikas
Paraguay ist mit geschätzten 50 000 Tonnen jährlich Südamerikas größter Marihuana-Produzent. Dabei werden allerdings nur ungefähr fünf Prozent im eigenen Land konsumiert, der Rest wird aus dem Land geschmuggelt. 80 Prozent des Marihuanas werden illegal nach Brasilien gebracht, vor allem in die Metropolen Rio de Janeiro und São Paulo, der Rest geht nach Chile, Argentinien und Uruguay. Die paraguayischen Bauern sind im illegalen Handel wie so oft die Ärmsten. Sie erhalten für ein Kilogramm Marihuana ungefähr 30 Dollar, während der Straßenpreis in Chile bis zu 2800 Dollar beträgt und die Bootscrew pro Schmuggel um die 10 000 Dollar verdient. Im Norden des Landes existieren Gebiete, in denen acht von zehn Familien vom Cannabisanbau leben. Es ergibt sich ein Teufelskreis, denn die Kinder dieser Familien müssen oft schon früh beim Anbau und der Ernte des Rauschmittels mithelfen und können meist nicht zur Schule gehen. Ihnen bleibt dann nichts anders übrig, als den Familienbetrieb zu übernehmen und selbst Cannabis zu kultivieren. Die Regierung versuchte durch Förderprogramme die Landbevölkerung zum Anbau von Tomaten zu motivieren. Der größte Teil der Ernte verfaulte jedoch, da die einfachen Bauern sie nicht zu einem Absatzmarkt transportieren konnten. Paraguay versucht durch Eradikation Felder an der Grenze zu Brasilien zu zerstören und konnte damit teilweise Erfolge erzielen. Dennoch tut sich das Land im Kampf gegen die Drogen schwer, vor allem auch durch den Schiffsschmuggel. Da in Uruguay 2013 der Konsum von Cannabis legalisiert wurde, geht ein großer Teil des Rauschmittels aus Paraguay wegen des geringeren Preises dorthin.

### Tourismus

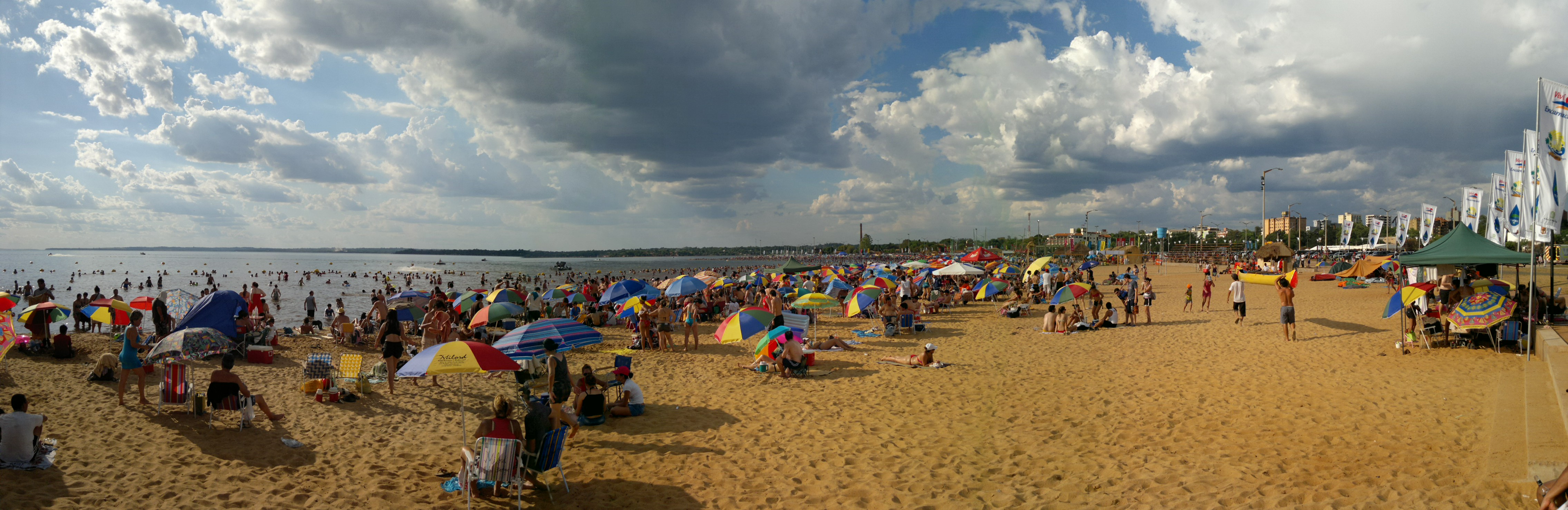
Strand von Encarnación

Der Tourismus spielte im Land lange Zeit eine untergeordnete Rolle, ist jedoch stark im Wachstum begriffen. Im Jahr 2010 betrug der Anteil am BIP noch 1,6 % und im Zeitraum 2013 bis 2014 verzeichneten in Südamerika lediglich Guyana und Suriname weniger Besucher als Paraguay. Im Jahr 2015 kamen bereits 1,28 Millionen ausländische Touristen nach Paraguay. Damit erhöhte sich die Zahl um 97 % im Vergleich zu 2014, was dem Land den ersten Platz im Ranking der Weltorganisation für Tourismus der UN einbrachte. 2016 stieg die Zahl leicht auf 1,3 Millionen und generierte 519 Millionen US-Dollar an Devisen. Der Tourismus lag damit als Devisenbringer an sechster Stelle nach dem Export von Strom, Sojasamen, Fleisch, Sojamehl und Getreide. Im Jahr 2017 erhöhte sich die Zahl der Touristen zum Vorjahr um 17,5 %. Dieser Anstieg war doppelt so hoch wie das Tourismuswachstum in Südamerika. Dadurch wurden rund 620 Millionen US-Dollar an Devisen eingenommen.
Von den 1,54 Millionen ausländischen Touristen waren 75 % Argentinier, 14,5 % Brasilianer, 1,3 % Uruguayer und jeweils knapp ein Prozent US-Amerikaner, Spanier und Chilenen. In diesen Zahlen sind die 3,5 Millionen Tagesbesucher, die meist nur zum Einkaufen in die grenznahen Orte kommen, nicht mitgerechnet. Zusätzlich betrieben 2,5 Millionen Paraguayer im Land Tourismus. Das beliebteste Reiseziel der Paraguayer sind die Strände von Encarnación und Carmen del Paraná am dort mehrere Kilometer breiten Río Paraná.

## Verkehr

### Schifffahrt
Von Bedeutung ist die Binnenschifffahrt auf dem Río Paraguay. Ein wichtiger Hafen befindet sich in der Hauptstadt Asunción. Das Land ist durch die Wasserstraße Paraná-Paraguay mit dem Atlantik verbunden.

### Luftverkehr

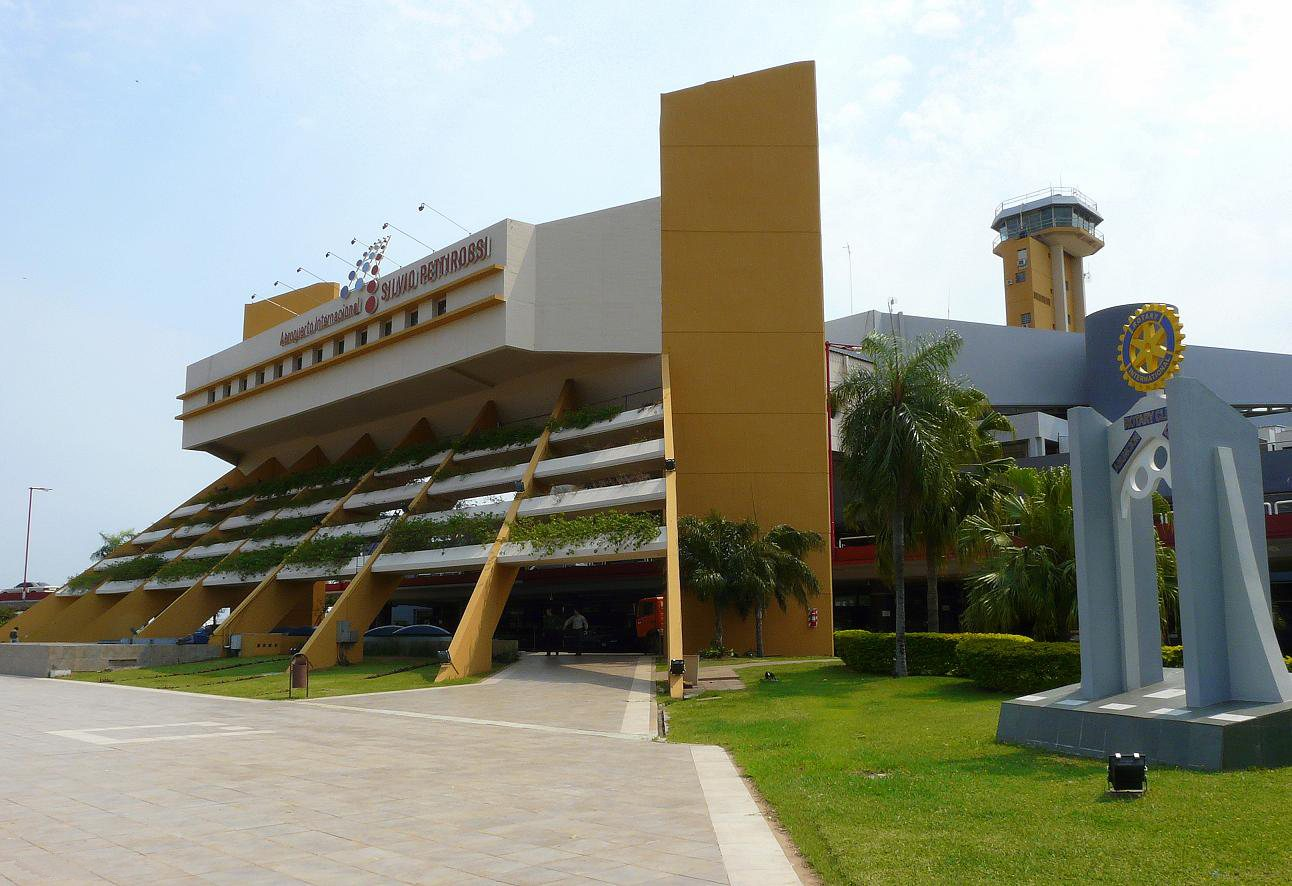
Aeropuerto Internacional Silvio Pettirossi

In Paraguay gibt es zwei Flughäfen mit Flugverbindungen ins benachbarte Ausland. In der Nähe von Asunción befindet sich auf dem Gebiet von Luque der Aeropuerto Internacional Silvio Pettirossi und in der Nähe von Ciudad del Este der Aeropuerto Internacional Guaraní. Außerdem existieren viele weitere kleinere und größere Flugplätze, jedoch ohne Linienverkehr.

### Eisenbahn

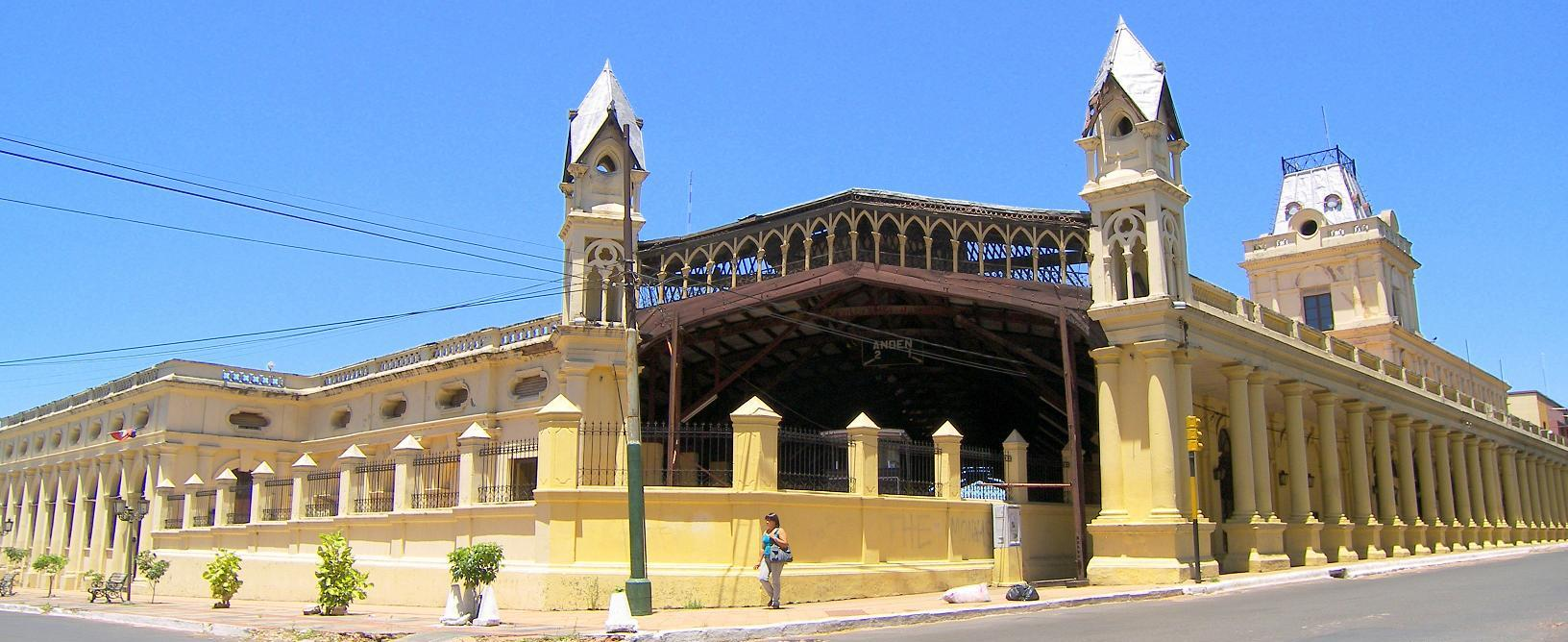
Ehemaliger Hauptbahnhof in Asunción, das älteste Empfangsgebäude des Subkontinents

Das Eisenbahnnetz von Paraguay bestand überwiegend aus der normalspurigen, 370 km langen Strecke von Asunción zum Grenzort Encarnación. Der fahrplanmäßige Personenverkehr wurde 1999, der Güterverkehr der Staatsbahn Ferrocarriles del Paraguay (Fepasa) 2010 und der touristische Verkehr mit dampflokbespannten Zügen 2011 eingestellt. Auf dem Endstück der Strecke von Encarnación über die Grenze nach Argentinien gibt es wieder Güter- und Personenverkehr, letzteres seit 2014.

### Straßenverkehr

Karte der Nationalstraßen

Paraguay wird von einer Reihe von Nationalstraßen (Rutas) durchzogen, die größtenteils asphaltiert sind. Meist sind die Rutas zweispurig, einige Teilstrecken sind vier- und wenige sechsspurig. Im Jahr 2013 hat die Regierung Paraguays mit einer Straßenverbesserungs- und Ausbauaktion begonnen. Diese beinhaltet den Bau einer neuen sechsspurigen Autobahn (genannt Autopista Ñu Guazu) in der Hauptstadt Asunción mit Anbindungen an das dortige Verkehrsnetz und mit einer Verbindung zur noch in Bau befindlichen Küstenstraße, die zusammen einen Ring um die Stadt bilden, um den dortigen Verkehr zu entlasten. Außerdem sollen die Ruta 2 und Ruta 7, die momentan nur zweispurig sind, zu vierspurigen Autobahnen ausgebaut werden. Der Straßenkilometer Null liegt in Asunción beim Portikus des Panteón Nacional de los Héroes.

### Busverkehr
Der Busverkehr stellt die wichtigste Form des Personentransports innerhalb des Landes sowie von und nach Paraguay dar. Es gibt direkte Verbindungen nach Chile (Santiago), Brasilien (São Paulo, Rio), Argentinien (Buenos Aires, Córdoba), Bolivien (Santa Cruz) und Uruguay (Montevideo).

### Literatur

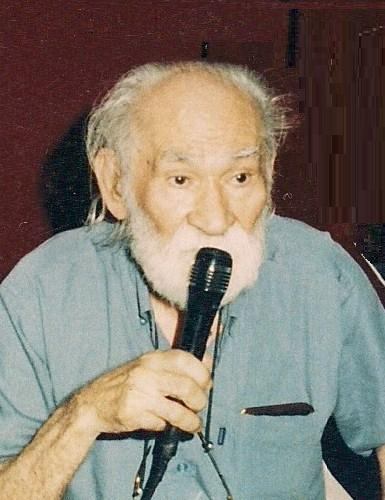
Félix de Guarania

## Kultur

### Musik
Bezüglich der klassischen Musik ist der Gitarrenvirtuose Agustín Barrios (1885–1944) hervorzuheben, der in San Juan Bautista geboren wurde und in ganz Südamerika und Europa erfolgreich als Virtuose, Lehrer und Komponist tätig war.
In Paraguay wird außerdem die folkloristische Musik sehr gepflegt, besonders wichtig ist die „Polka“. Ein klassisches Folklore-Instrument ist die Harfe. Aus dieser Folklore entwickelte José Asunción Flores die Guarania.
Wie in vielen lateinamerikanischen Ländern ist zurzeit die Cumbia (in Paraguay Cachaca genannt) die wichtigste Form der Populärmusik.

### Medien
Meinungs- und Pressefreiheit sind in Paraguay durch die nationale Verfassung geschützt.
Die landesweiten Zeitungen erscheinen in Asunción. Die wichtigsten Zeitungen sind La Nación, ABC Color, Última Hora, Crónica, Popular, Extra und ADN Paraguayo. Die meisten der beliebtesten Zeitungen des Landes betreiben Nachrichtenwebsites.
Die wichtigsten Fernsehsender werden sowohl terrestrisch als auch per Kabel, DVB-T und Satellit ausgestrahlt. Öffentlich-rechtlich senden Paraguay TV und TV Cámara und als private Anbieter SNT, RPC, Sur TV, Telefuturo, 165 Unicanal, NPY, Paravisión, Latele, C9N, ABC TV, Tigo Sports, LOBOTV, Canal 5 Días, PRO Kanal, HEi, Venus Media, Troplicalia und GEN. Die Zahl der Pay-TV-Abonnenten ist hoch und liegt bei rund 600.000.
Die staatliche Hörfunkgesellschaft ist Radio Nacional de Paraguay.
Im Jahr 2023 nutzten 78,1 Prozent der Einwohner Paraguays das Internet.

### Feste
Der Karneval in der Stadt Encarnación ist der größte des Landes. Er findet an vier Wochenenden hintereinander im Sambódromo statt und zieht jährlich Tausende Touristen an.
Das größte religiöse Fest ist das der Unbefleckten Empfängnis am 8. Dezember, der in Paraguay ein Feiertag ist.
Jedes Jahr am 8. September findet in Guarambaré das traditionelle Vito de dinero (Geldregenfest) statt, bei dem vom Kirchturm Banknoten wie Konfetti auf die Menschenmenge geworfen werden.
Ein besonderes Weihnachtsfest wird in Nueva Londres gefeiert. Am 25. Dezember wird dort die berühmte Fiesta del Tujú veranstaltet. Es beginnt mit einem Rodeo und endet damit, dass sich Hunderte von Einwohnern und Besuchern gegenseitig in den Schlamm werfen und darin tanzen.

### Essen
Zu den typischen, traditionellen paraguayischen Speisen gehören die Chipa, eine Art Donut aus Maniok bzw. Mais und Käse, dem sogar ein nationaler Feiertag gewidmet wurde, und die Sopa paraguaya, ein souffléähnliches Maisbrot.

### Sport

#### Fußball

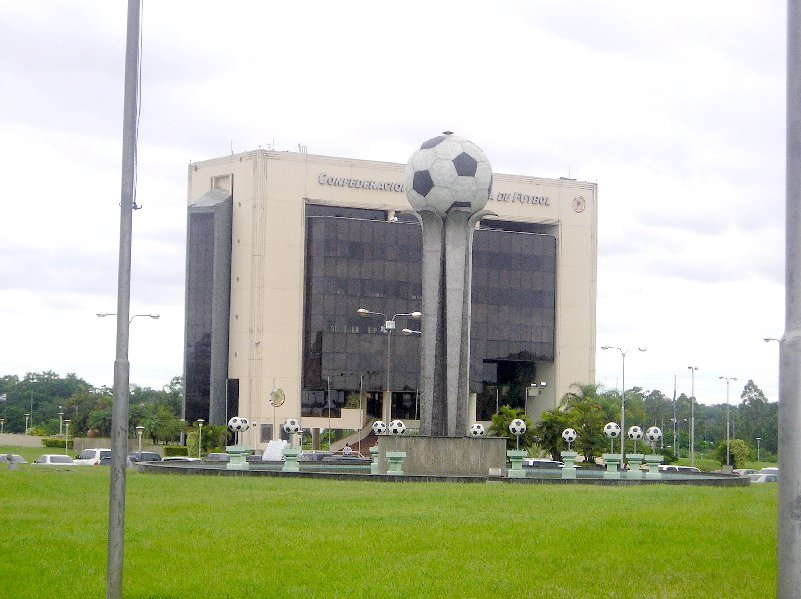
Gebäude des Südamerikanischen Fußballbundes in Luque

Fußball ist die Hauptsportart Paraguays. Der Vorläufer dieser Sportart wurde bereits in prä-kolumbianischer Zeit von den Guaraní erfunden. Seit 1639 ist das Fußballspiel mit einem Ball aus Hartgummi bei diesen Ureinwohnern schriftlich dokumentiert.
Die Nationalmannschaft ist in den 1990er Jahren stärker geworden und konnte sich ab 1998 vier Mal in Folge für die Fußball-Weltmeisterschaft qualifizieren. Für die Weltmeisterschaft 2010 in Südafrika qualifizierte sich die Mannschaft als Dritter der Südamerikaqualifikation. Als Erster der Gruppe F traf sie im Achtelfinale auf Japan und siegte im Elfmeterschießen. Paraguay zog ins Viertelfinale ein und verlor das Spiel gegen Spanien 0:1. Für die Weltmeisterschaft 2014 in Brasilien und die Weltmeisterschaft 2018 in Russland konnte sich Paraguay nicht qualifizieren.
Die beiden populärsten Vereine der nationalen Liga Primera División sind der Club Cerro Porteño und der Club Olimpia. 2011 wurde der Club Nacional Meister der Apertura, und Olimpia der Clausura.
Die bekanntesten paraguayischen Fußballspieler sind Salvador Cabañas, Lucas Barrios, José Luis Chilavert, Roque Santa Cruz, Nelson Valdez, Julio dos Santos und José Saturnino Cardozo.

#### Andere Sportarten
Nach Fußball sind Rallyes der Sport mit den meisten Fans. Die traditionsreichste Veranstaltung ist die Trans-Chaco-Rallye, die seit 1971 ausgetragen wird. Im Jahr 2017 fand die Rallye Dakar zum ersten Mal auch in Paraguay statt. Der Start war in Atyrá und Asunción.
Ansonsten ist Handball bei der paraguayischen Jugend sehr beliebt.

#### Inklusion
Special Olympics Paraguay nahm mehrmals an Special Olympics Weltspielen teil.